# حمله به یواس‌اس لیبرتی
حمله به ناو یو اس اس لیبرتی، حمله‌ای بود به کشتی تجسسی فنی نیروی دریایی ایالات متحده آمریکا توسط جنگنده‌های نیروی هوایی اسرائیل و قایق‌های موتوری اژدرافکن نیروی دریایی اسرائیل در تاریخ ۸ ژوئن ۱۹۶۷ همزمان با جنگ شش روزه اعراب و اسرائیل بود. حمله مشترک هوایی و دریایی ۳۴ خدمه کشتی را کشت، ۱۷۱ خدمه آن را مجروح کرد و باعث تخریب گسترده کشتی شد. در زمان حمله کشتی در آب‌های بین‌المللی در شمال شبه‌جزیره سینا و در ۲۵٫۵ مایلی شهر بندری عریش مصر بود.
اسرائیل بابت این حمله، با گفتن این که این کشتی با کشتی مصری اشتباه گرفته شده‌است عذرخواهی نمود. هر دو دولت‌های اسرائیل و ایالات متحده تحقیقات جداگانه‌ای را دربارهٔ این حادثه انجام دادند و گزارش نمودند که اشتباه به خاطر عوضی گرفتن کشتی آمریکایی با کشتی مصری انجام شده‌است. با این حال بسیاری دیگر از جمله بازماندگان آمریکایی این حمله با رد این گزارش ادعا کرده‌اند که این حمله تعمدی انجام شده‌است.
از طرف کنگره ایالات متحده آمریکا هیچگاه در این مورد تحقیق به عمل نیامد.
در ماه مه۱۹۶۸، دولت اسرائیل ۳٫۳۲ میلیون دلار آمریکا (معادل ۲۵٫۹ میلیون دلار در۲۰۲۲) به‌ دولت ایالات متحده بجای غرامت برای خانواده‌های ۳۴ مرد کشته شده دراین حمله پرداخت کرد. در مارس ۱۹۶۹، اسرائیل ۳٫۵۷ میلیون دلار دیگر پرداخت کرد (۲۸٫۵ میلیون دلار در ۲۰۲۲) به مردانی که زخمی شده بودند. در دسامبر ۱۹۸۰ با پرداخت ۶ میلیون دلار (معادل ۲۱٫۳ میلیون  دلار در ۲۰۲۲) به عنوان تسویه نهایی برای خسارت مادی به خود لیبرتی به اضافه ۱۳ سال سود پرداخت.

## یو اس اس لیبرتی
یواس‌اس لیبرتی در اصل کشتی باری غیرنظامی پیروزی سیمونز با وزن ۷۷۲۵تن (۷۸۴۹تن) (سبک) بود، یک کشتی ویکتوری با طراحی استاندارد تولید انبوه، سری بعدی کشتی‌های لیبرتی معروف که درطول جهان محموله‌های متفقین را تأمین می‌کرد. جنگ دوم. این کشتی توسط نیروی دریایی ایالات متحده خریداری شد و به یک کشتی تحقیقاتی فنی کمکی(AGTR) تبدیل شد، نام پوششی برای «کشتی‌های جاسوسی» آژانس امنیت ملی(NSA) که مأموریت‌های اطلاعاتی سیگنال را انجام می‌دهند. اولین استقرار خود را در سال۱۹۶۵ در آب‌های سواحل غربی آفریقا آغاز کرد. طی دوسال آینده چندین عملیات دیگر را نیز انجام داد.

## حمله به لیبرتی

### حوادث منجر به حمله
درطول جنگ شش روزه بین اسرائیل و چندین کشور عرب، ایالات متحده آمریکا وضعیت کشوری بی‌طرف را حفظ کرد.چند روز قبل از شروع جنگ، به ناو یو اس اس لیبرتی دستور داده شد تا برای انجام یک مأموریت جمع‌آوری اطلاعات سیگنال در آب‌های بین‌المللی نزدیک ساحل شمالی سینا، مصر، بسمت شرق مدیترانه حرکت کند. پس از شروع جنگ، به دلیل نگرانی در مورد ایمنی آن هنگام نزدیک شدن به منطقه گشت زنی، پیام‌های متعددی به لیبرتی ارسال شد تا نزدیک‌ترین نقطه نزدیک مجاز (CPA) به سواحل مصر و اسرائیل را از ۱۲٫۵ و ۶٫۵ مایل دریایی (۱۴٫۴ و ۷٫۵ مایل؛ ۲۳٫۲ و ۱۲٫۰ کیلومتر) افزایش دهد. به ترتیب تا ۲۰ و ۱۵ مایل دریایی (۲۳ و ۱۷ مایل؛ ۳۷ و ۲۸ کیلومتر)، و سپس به ۱۰۰ مایل دریایی (۱۲۰ مایل؛ ۱۹۰ کیلومتر) برای هر دو کشور. متأسفانه به دلیل مدیریت و مسیریابی ناکارآمد پیام، این پیام‌ها تا پس از حمله دریافت نشدند.

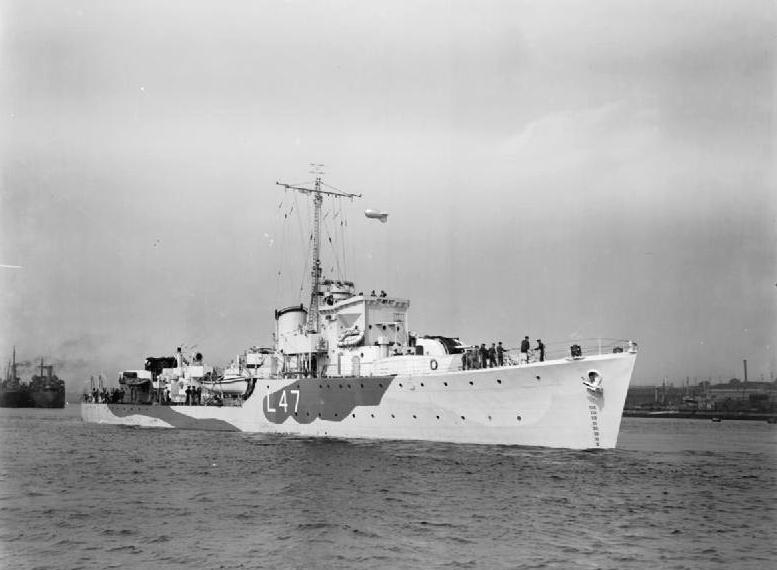
ناوشکن کلاس شکار اچ‌ام‌اس بلین. نیروی دریایی مصر در سال ۱۹۶۷ ناوشکن‌های کلاس هانت داشت.

به گفته منابع اسرائیلی، در آغاز جنگ در ۵ ژوئن، ژنرال اسحاق رابین، رئیس ستاد نیروی هوایی اسرائیل (IAF) به فرمانده ارنست کارل کسل، وابسته نیروی دریایی آمریکا در تل آویو اطلاع داد که اسرائیل در هر لحظه از سواحل خود دفاع خواهد کرد. وسایلی که در اختیار دارد، از جمله غرق کردن کشتی‌های ناشناس. او از ایالات متحده خواست که کشتی‌های خود را از ساحل اسرائیل دور نگه دارد یا حداقل مواضع دقیق آنها را به اسرائیل اطلاع دهد 
منابع آمریکایی گفتند که تا پس از حمله به لیبرتی هیچ تحقیقی در مورد کشتی‌های موجود در این منطقه صورت نگرفت. راسک در پیامی که از سوی دین راسک، وزیر امور خارجه آمریکا به والورث باربور، سفیر آمریکا در تل آویو، اسرائیل ارسال شد، خواستار «تأیید فوری» بیانیه اسرائیل شد. باربور پاسخ داد: «هیچ درخواستی برای اطلاعات در مورد کشتی‌های آمریکایی که در حومه سینا فعالیت می‌کنند تا پس از حادثه لیبرتی انجام نشد.» باربور همچنین اظهار داشت: «اگر اسرائیلی‌ها چنین تحقیقی را انجام می‌دادند، بلافاصله به رئیس عملیات دریایی و سایر فرماندهی‌های عالی نیروی دریایی ارسال می‌شد و به وزارت [وزارت امور خارجه] تکرار می‌شد».
با شروع جنگ، کاپیتان ویلیام ال. مک گوناگل از لیبرتی بلافاصله از معاون دریاسالار ویلیام اول مارتین در مقر ناوگان ششم ایالات متحده درخواست کرد که یک ناوشکن را برای همراهی لیبرتی بفرستد و بعنوان اسکورت مسلح آن و بعنوان مرکز ارتباطی کمکی خدمت کند. روز بعد دریاسالار مارتین پاسخ داد:" لیبرتی یک کشتی ایالات متحده است که به وضوح در آب‌های بین‌المللی مشخص شده‌است، نه یک شرکت کننده در درگیری و نه موضوع منطقی برای حمله توسط هیچ کشوری. درخواست رد شد.» با این حال، او قول داد که در هر صورت با بعید بودن یک حمله غیرعمدی، اما در صورت نیاز، جنگنده‌های جت ناوگان ششم ظرف ده دقیقه بالای سر او خواهند بود.
در همین حال، در ۶ ژوئن در سازمان ملل، آرتور گلدبرگ سفیر ایالات متحده در پاسخ به شکایت مصری‌ها مبنی بر اینکه ایالات متحده از اسرائیل حمایت می‌کند، به شورای امنیت گفت که کشتی‌های ناوگان ششم چندین صد مایل از درگیری فاصله دارند. وقتی این بیانیه عنوان شد، در واقع درست بود. لیبرتی که اکنون به ناوگان ششم منصوب شده بود، در دریای مدیترانه مرکزی بود و بین لیبی و کرت می‌گذشت. در نهایت به حدود ۱۳ مایل دریایی (۱۵ مایل؛ ۲۴ کیلومتر) تا شمال شبه جزیره سینا می‌رسد.
در شب ۷ ژوئن به وقت واشینگتن، صبح زود ۸ژوئن، ۰۱:۱۰ Z یا ۳:۱۰صبح به وقت محلی،پنتاگون دستوری به مقر ناوگان ششم صادر کرد تا به لیبرتی بگوید که بیش از ۱۰۰ مایل دریایی (۱۲۰ مایل؛ ۱۹۰ کیلومتر) به اسرائیل، سوریه یا سواحل سینا نزدیک نشود (اورن، ص.263). : 5, 58 (Exhibit N) به گفته دادگاه تحقیق نیروی دریایی : 23 ff, 111 ff و تاریخ رسمی آژانس امنیت ملی، دستور عقب‌نشینی در فرکانس رادیویی که لیبرتی برای دستورهایش نظارت می‌کرد تا ساعت ۱۵:۲۵ زولو، چندین ساعت پس از حمله، به دلیل یک سری مسیریابی طولانی و اداری پیام ارسال نشد. چالش‌ها و مسائل. نیروی دریایی گفت که حجم زیادی از ترافیک غیرمرتبط با اولویت بالا، از جمله رهگیری‌های اطلاعاتی مربوط به درگیری، در آن زمان کنترل می‌شد. و اینکه این همراه با کمبود نیروهای رادیویی واجد شرایط، به تأخیر در ارسال پیام خروج کمک کرده‌است. : 111 ff 
شهادت رسمی همراه با لیبرتی گزارش عرشه نشان می‌دهد که در صبح روز حمله، ۸ ژوئن، کشتی در زمان‌ها و مکان‌های مختلف توسط هواپیماهای نیروی هوایی ارتش پرواز کرده‌است. نوع اولیه هواپیما نورد نوراتلاس بود. همچنین دو جت بال دلتا ناشناس در حدود ساعت ۹:۰۰ وجود داشت صبح به وقت سینا (GMT +2). خدمه لیبرتی می‌گویند که یکی از هواپیماهای نوراتلاس به قدری نزدیک لیبرتی پرواز کرد که سر و صدای ملخ‌های آن عرشه کشتی را تکان داد و خلبانان و خدمه برای یکدیگر دست تکان دادند. بعداً بر اساس اطلاعات منابع ارتش اسرائیل گزارش شد که پروازهای بیش از حد تصادفی بوده و این هواپیما در حال شکار زیردریایی‌های مصری بود که در نزدیکی ساحل مشاهده شده بود.
حدود ساعت ۵:۴۵صبح به وقت سینا، گزارشی از مشاهده کشتی در فرماندهی مرکزی ساحلی اسرائیل (CCC) در رابطه با لیبرتی دریافت شد که توسط ناظر نیروی دریایی هوایی بعنوان "ظاهراً یک ناوشکن، در ۷۰ مایل [۱۱۰ کیلومتر] شناسایی شد. غرب غزه.» محل کشتی بر روی میز کنترل فرماندهی مرکزی ساحلی اسرائیل با استفاده از یک نشانگر قرمز علامت گذاری شد که نشان دهنده یک کشتی ناشناس است. حدود ساعت 6:00am، ناظر نیروی دریایی هوایی، سرگرد اوری مرتز، گزارش داد که بنظر می‌رسد این کشتی یک کشتی تدارکاتی نیروی دریایی ایالات متحده باشد. حدود ساعت 9:00am نشانگر قرمز با یک نشانگر سبز جایگزین شد تا نشانگر یک کشتی خنثی باشد. تقریباً در همان زمان، یک خلبان جت جنگنده اسرائیلی گزارش داد که یک کشتی ۲۰ مایل (۳۲ کیلومتر) شمال آریش پس از تلاش برای شناسایی کشتی به هواپیمای خود شلیک کرده بود. فرماندهی نیروی دریایی اسرائیل دو ناوشکن را برای بررسی اعزام کرد اما در ساعت ۹:۴۰ به مواضع قبلی خود بازگردانده شدند. پس از آن که در جریان بررسی خلبان شک و تردیدهایی پدید آمد. پس از فرود نوراتلاس ناظر نیروی دریایی و اطلاعاتی که به او داده شد، کشتی ای که مشاهده کرد بر اساس علامت‌های بدنه "GTR-5" بنام یو اس اس لیبرتی شناسایی شد. نشانگر یو اس اس لیبرتی درساعت 11:00 am، از جدول کنترل فرماندهی مرکزی ساحلی اسرائیل به دلیل قدیمی بودن اطلاعات موقعیتی آن حذف شد.
ساعت ۱۱:۲۴رئیس عملیات دریایی اسرائیل گزارشی مبنی بر گلوله‌باران آریش از دریا دریافت کرد. دستور بررسی منبع گزارش برای تعیین اعتبار آن صادر شد. این گزارش از سوی یک افسر پشتیبانی هوایی در اریش آمده‌است. علاوه بر این، در ساعت 11:27 am فرمانده عملیات عالی اسرائیل گزارشی دریافت کرد مبنی بر اینکه یک کشتی آریش را گلوله‌باران کرده‌است، اما گلوله‌ها کوتاه شده‌اند.(جیمز بامفورد روزنامه‌نگار تحقیقی اشاره می‌کند که لیبرتی تنها چهار مسلسل کالیبر ۵۰ روی عرشه‌هایش نصب کرده بود و بنابراین نمی‌توانست ساحل را گلوله‌باران کند). رئیس عملیات دستور داد که این گزارش بررسی شود و مشخص شود که آیا شناورهای نیروی دریایی اسرائیل در سواحل اریش هستند یا خیر.ساعت ۱۱:۴۵صبح، گزارش دیگری به فرماندهی عالی رسید که می‌گوید دو کشتی در حال نزدیک شدن به ساحل اریش هستند.

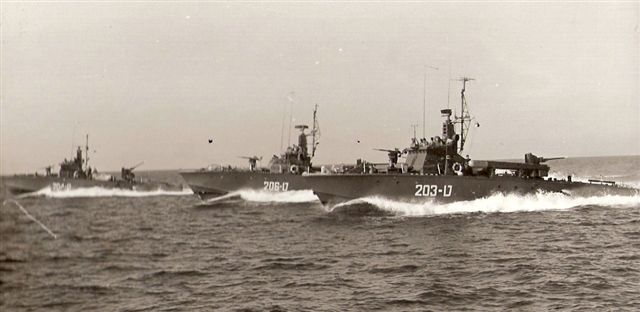
قایق‌های اژدر موتوری اسرائیل (MTB) در حال شکل‌گیری، ج. ۱۹۶۷. اینها MTBهایی بودند که به یواس‌اس لیبرتی حمله کردند.

گزارش گلوله‌باران و کشتی از فرماندهی عالی به مرکز کنترل عملیات ناوگان ارسال شد.رئیس عملیات نیروی دریایی آنها را جدی گرفت و در ساعت 12:05 pm اژدر قایق لشکر۹۱۴ به گشت زنی در جهت آریش دستور داده شد. لشکر۹۱۴ با نام رمز «پاگودا» تحت فرماندهی فرمانده موشه اورن بود. این شامل سه قایق اژدر به شماره‌های: T-203،T-204 و T-206 بود.ساعت۱۲:۱۵ بعد از ظهر، لشکر۹۱۴ دستور گشت زنی در یک موقعیت ۲۰ مایل (۳۲ کیلومتر) شمال آریش.هنگامی که فرمانده اورن به سمت آریش حرکت می‌کرد، عملیات نیروی دریایی از گلوله‌باران گزارش شده آریش مطلع شد و به او گفتند که هواپیماهای نیروی هوایی ارتش پس از شناسایی هدف به منطقه اعزام خواهند شد. رئیس ستاد ارتش اسحاق رابین نگران بود که گلوله‌باران فرضی مصر مقدمه ای برای فرود آبی خاکی است که می‌تواند نیروهای اسرائیلی را دور بزند. رابین دستور دائمی برای غرق کردن هر کشتی ناشناس در این منطقه را تکرار کرد، اما توصیه کرد که احتیاط کنید، زیرا کشتی‌های شوروی در نزدیکی آن در حال حرکت بودند. در ساعت۱:۴۱بعد از ظهر، قایق‌های اژدر یک کشتی ناشناس را در ۲۰مایلی شمال غربی آریش و ۱۴ مایل (۲۳ کیلومتر) شناسایی کردند. در سواحل برداویل. سرعت کشتی در رادارهای آنها تخمین زده شد.افسر مرکز اطلاعات رزمیT-204، پرچمدار آهارون یفرح، به اورن گزارش داد که هدف در برد ۲۲ مایل (۳۵ کیلومتر) شناسایی شده‌است. که سرعت او برای چند دقیقه ردیابی شده بود، پس از آن مشخص شد که هدف با سرعت۳۰ گره (۵۶ کیلومتر بر ساعت؛ ۳۵ مایل بر ساعت)) بسمت غرب در حال حرکت است.. این داده‌ها به مرکز کنترل عملیات ناوگان ارسال شد.
سرعت هدف قابل توجه بود زیرا نشان می‌داد که هدف یک شناور جنگی است. علاوه بر این، نیروهای اسرائیلی دستور داشتند تا به هر کشتی ناشناس که در آن منطقه با سرعت بیش از ۲۰ گره (۳۷ کیلومتر بر ساعت؛ ۲۳ مایل بر ساعت)، سرعتی که در آن زمان فقط توسط کشتی‌های جنگی قابل دستیابی بود، شکلیک کنند. رئیس عملیات نیروی دریایی از قایق‌های اژدری خواست تا محاسبات خود را دوباره بررسی کنند. یفرح دو بار مجدداً محاسبه و ارزیابی خود را تأیید کرد. چند دقیقه بعد، فرمانده اورن گزارش داد که هدف اکنون ۱۷ مایل (۲۷ کیلومتر) از موقعیت خود، با سرعت ۲۸ گره (۵۲ کیلومتر بر ساعت؛ ۳۲ مایل بر ساعت) حرکت می‌کرد در عنوانی متفاوت. بامفورد، با این حال، اشاره می‌کند ' که حداکثر سرعت لیبرتی بسیار کمتر از ۲۸ گره بود. منابع وی می‌گویند که در زمان حمله لیبرتی مسیر مأموریت رهگیری سیگنال خود را در امتداد ساحل شمالی سینا با سرعت حدود ۵ گره (۹٫۳ کیلومتر بر ساعت؛ ۵٫۸ مایل بر ساعت) دنبال می‌کرد.
داده‌های مربوط به سرعت کشتی، همراه با جهت آن، این تصور را ایجاد می‌کند که این ناوشکن مصری است که پس از گلوله‌باران آریش به سمت بندر فرار می‌کند. قایق‌های اژدر تعقیب کردند، اما انتظار نداشتند که قبل از رسیدن به مصر از هدف خود سبقت بگیرند. فرمانده اورن از نیروی هوایی اسرائیل برای رهگیری هواپیما درخواست کرد. در ساعت ۱:۴۸ بعد از ظهر، رئیس عملیات نیروی دریایی درخواست اعزام هواپیمای جنگنده به محل کشتی را داشت.
ستاد نیروی هوایی اسرائیل پروازی از دو جت جنگنده داسو میراژ ۳با اسم رمز کورسا پرواز را اعزام کرد که حدود 2:00 pm به لیبرتی رسید. رهبر تشکیلات، کاپیتان ایفتاچ اسپکتور، تلاش کرد کشتی را شناسایی کند. او مشاهدات خود را به یکی از قایق‌های اژدر ارسال کرد که نشان می‌دهد کشتی شبیه یک کشتی نظامی با یک دودکش و یک دکل است. او همچنین در واقع اعلام کرد که کشتی در نظر او مانند یک ناوشکن یا نوع دیگری از کشتی‌های کوچک به نظر می‌رسد. در بیانیه ای پس از حمله، خلبانان گفتند که هیچ علامت یا پرچم قابل تشخیصی روی کشتی ندیده‌اند.
در این مرحله، یک تبادل ضبط شده بین یک افسر سیستم‌های تسلیحاتی ستاد فرماندهی، یکی از کنترل‌کننده‌های هوایی و فرمانده ارشد هوایی که حضور احتمالی آمریکایی‌ها را زیر سؤال می‌برد، صورت گرفت. بلافاصله پس از تبادل، در ساعت ۱:۵۷بعد از ظهر، فرمانده ارشد هوایی، سرهنگ شموئل کیسلف، میراژها را برای حمله پاکسازی کرد.

### حملات هوایی و دریایی
میراژها پر شدند و با توپ‌ها و راکت‌های ۳۰میلی‌متری حمله کردند.این حمله چند دقیقه پس از پایان تمرین حمله شیمیایی توسط خدمه انجام شد و کاپیتان مک گوناگل روی پل فرماندهی بود. خدمه در حالت ایستاده بودند و کلاه ایمنی و جلیقه نجات خود را درآورده بودند. آمادگی رزمی «شرط اصلاح شده سه» تعیین شد که به این معنی بود که چهار مسلسل کالیبر ۵۰کشتی سرنشین دار بودند و مهمات برای بارگیری و شلیک آماده بود.هشت خدمه یا بلافاصله کشته شدند یا جراحات مرگباری دریافت کردند و بعداً جان باختند و ۷۵نفر مجروح شدند. در میان مجروحان مک گوناگل نیز وجود داشت که از ناحیه ران و بازوی راست مورد اصابت قرار گرفت. در جریان این حمله،آنتن‌ها قطع شد، طبل‌های گاز آتش گرفت و پرچم کشتی سرنگون شد. مک گوناگل یک درخواست فوری برای کمک به ناوگان ششم ارسال کرد، «تحت حمله هواپیماهای جت ناشناس، به کمک فوری نیاز دارید».
میراژها پس از خرج کردن مهمات خود را ترک کردند و با یک پرواز دو داسو سوپر میستر با اسم رمز رویال جایگزین شدند. هواگرد داسو میستره مجهز به بمب‌های ناپالم بودند و توسط کاپیتان یوسی زوک و بالدارش، یاکوف هامرمیش، پرواز می‌کردند. هواگرد داسو میستره محموله‌های خود را بر روی کشتی رها کردند و آن را با توپ‌های خود درگیر کردند. قسمت اعظم روبنای کشتی آتش گرفت. هواگرد داسو میستره در حال آماده شدن برای حمله مجدد بودند که نیروی دریایی اسرائیل که از عدم شلیک متقابل آگاه شد، به کیسلف هشدار داد که هدف ممکن است اسرائیل باشد. کیسلف به خلبانان گفت در صورت وجود شک در شناسایی، حمله نکنند و نیروی دریایی اسرائیل به سرعت با همه شناورهای خود در منطقه تماس گرفت. نیروی دریایی اسرائیل متوجه شد که هیچ‌یک از شناورهای آن زیر آتش قرار نگرفته‌است و هواپیما برای حمله آزاد شد. با این حال، کیسلف همچنان به دلیل عدم شلیک آتش برگشتی نگران بود و درخواست آخرین تلاش برای شناسایی کشتی را داشت. کاپیتان زوک در حالی که کشتی را گلوله می‌کرد، برای شناسایی تلاش کرد. او گزارش داد که هیچ پرچمی ندیده‌است، اما علامت GTR-5 کشتی را دید. کیسلف بلافاصله دستور توقف حمله را داد. کیسلف حدس زد که کشتی آمریکایی است.
این واقعیت که کشتی دارای علائم الفبای لاتین بود، رئیس ستاد ارتش رابین را به ترس از شوروی بودن کشتی کشاند. اگرچه کشتی‌های جنگی مصری هویت خود را با علامت‌های غربی پنهان می‌کردند، اما معمولاً فقط حروف و اعداد عربی را نشان می‌دادند. رابین به قایق‌های اژدر دستور داد تا در فاصله ایمن از کشتی باقی بمانند و دو هلیکوپتر آئروسپاسیال اس‌آ ۳۲۱ سوپر فرلون را برای جستجوی بازماندگان فرستاد. این ارتباطات رادیویی توسط اسرائیل ضبط شده‌است. این دستور همچنین در گزارش قایق اژدر ثبت شد، اگرچه فرمانده اورن ادعا کرد که آن را دریافت نکرده‌است. دستور آتش‌بس در ساعت ۲:۲۰ داده شد بعد از ظهر، بیست و چهار دقیقه قبل از رسیدن قایق‌های اژدر ' موضع لیبرتی.
در این فاصله، خدمه کشتی لیبرتی پرچم بزرگ آمریکا را برافراشتند. در اوایل حمله هوایی و قبل از رؤیت قایق‌های اژدر،لیبرتی پیامی ارسال کرد که توسط ناو هواپیمابر ناو هواپیمابر ناوگان ششم یواس‌اس ساراتوگا (سی‌وی-۶۰) دریافت شد. ناو هواپیمابر یواس‌اس آمریکا (سی‌وی-۶۶) ۸ فروند هواپیما را اعزام کرد. ناو هواپیمابر در میانه تمرینات استراتژیک بود. نایب دریاسالار ویلیام اول مارتین هواپیما را چند دقیقه بعد به یاد آورد.
مک گوناگل دردادگاه تحقیقات نیروی دریایی شهادت داد:
در لحظات آخر حمله هوایی، مشاهده شد که سه قایق تندرو از شمال شرقی با یک یاتاقان نسبی تقریباً ۱۳۵ [درجه] در فاصله حدود ۱۵ [دریایی] مایل به کشتی نزدیک می‌شوند. کشتی در آن زمان هنوز در مسیر [به سمت غرب] ۲۸۳ [درجه] درست، سرعت ناشناخته بود، اما تصور می‌شود بیش از پنج گره باشد: 38 
مک گوناگل شهادت داد که «بر این باور بود که زمان مشاهده اولیه قایق‌های اژدرحدود ساعت۱۴:۲۰بود» و «به نظر می‌رسید که قایق‌ها از نوع گوه‌ای با قایق وسط نقطه سرب گوه بودند. سرعت تخمینی قایق‌ها حدود۲۷ تا ۳۰ گره [۵۰ تا ۵۶ کیلومتر بر ساعت] "، و این که "بنظر می‌رسد که آنها با حالت پرتاب اژدر به کشتی نزدیک می‌شوند". : 38 
هنگامی که قایق‌های اژدر وارد شدند، فرمانده اورن می‌توانست ببیند که کشتی نمی‌تواند ناوشکنی باشد که ظاهراً آریش یا هر کشتی با قابلیت ۳۰ گره (۵۶ کیلومتر بر ساعت)به گفته مایکل لیمور، یک نیروی ذخیره نیروی دریایی اسرائیل که در یکی از قایق‌های اژدر خدمت می‌کرد، آنها سعی کردند با هلیوگراف و رادیو با کشتی تماس بگیرند، اما پاسخی دریافت نکردند. در ۶٬۰۰۰ متر (۲۰٬۰۰۰ فوت),T-204 مکث کرد و علامت "AA" را نشان داد که به معنی "خودت را شناسایی کن". به دلیل تجهیزات آسیب دیده، مک گوناگل فقط می‌توانست با استفاده از یک لامپ دستی آلدی پاسخ دهد. اورن به یاد می‌آورد که پاسخ مشابهی را از ابراهیم الاول، ناوشکن مصری که توسط اسرائیل در جریان بحران سوئز اسیر شده بود دریافت کرده بود، و متقاعد شده بود که با کشتی دشمن روبرو شده‌است. او با یک راهنمای شناسایی اسرائیلی برای ناوگان عربی مشورت کرد و بر اساس مشاهده عرشه، پل میانی کشتی و دودکش، به این نتیجه رسید که کشتی، کشتی تدارکاتی مصری القصیر است. کاپیتان قایق T-203 به طور مستقل به همین نتیجه رسید. قایق‌ها وارد آرایش جنگی شدند، اما حمله نکردند.
هنگامی که قایق‌های اژدر به سرعت نزدیک می‌شدند، کاپیتان مک گوناگل به یک ملوان دستور داد تا به سمت کشتی مسلسل۵۱ آتش باز کند. : 38 با اینحال، او سپس متوجه شد که به نظر می‌رسد قایق‌ها با پرچم اسرائیل برافراشته‌اند و متوجه شد که احتمال اسرائیلی بودن هواپیما وجود دارد و حمله به اشتباه انجام شده‌است.: 39 کاپیتان مک گوناگل به مردی که در پایه اسلحه۵۱ بود دستور داد تا آتش نگه دارد، اما قبل از اینکه مرد دستور را بفهمد، یک انفجار کوتاه به سمت قایق‌های اژدر شلیک شد. : 39 
مک گوناگل مشاهده کرد که مسلسل۵۳ تقریباً همزمان با شلیک پایه تفنگ۵۱ شروع بشلیک به سمت قایق اژدر مرکزی کرد و اینکه آتش آن «بسیار مؤثر بود ومنطقه وقایق اژدر مرکزی را پوشانده بود». : 39 پایه مسلسل۵۳ درسمت راست وسط کشتی، پشت خلبان خانه قرار داشت. : 16 مک گوناگل نمی‌توانست ببیند یا «از سمت راست پل به کوه۵۳ برسد». : 39 بنابراین، او «آقای لوکاس را به اطراف بندر پل، بسمت نورگیرها فرستاد تا ببیند آیا می‌تواند به [سیمن] کوینترو، که [او] معتقد بود توپچی مسلسل ۵۳ است، بگوید که آتش نگه دارد یا خیر» : 39 لوکاس «درچند دقیقه گزارش داد که هیچ‌کس را در کوه ۵۳ ندیده‌است». : 39 لوکاس که در طول حمله هوایی پل فرماندهی را ترک کرده بود و برای کمک بکاپیتان مک گوناگل بازگشته بود، : 14 براین باور بودند که صدای تیراندازی احتمالاً از پختن مهمات به دلیل آتش‌سوزی در نزدیکی است. : 16 پیش از این، لوکاس درخواستی از کوینترو برای شلیک به قایق‌های اژدر را پذیرفته بود، قبل از اینکه گرمای آتش نزدیک او را از پایه اسلحه ۵۳ تعقیب کند. : 26, 27 مک گوناگل بعداً در دادگاه تحقیق شهادت داد که احتمالاً این رویداد شلیک «بسیار مؤثر» بوده‌است که او مشاهده کرده‌است. : 49 
قایق‌های اژدر پس ازتیراندازی، با توپهای خود به آتش پاسخ دادند و سکاندار لیبرتی را کشتند.سپس قایق‌های اژدر پنج اژدر را بسمت لیبرتی پرتاب کردند. در ساعت 1235Z (۲:۳۵ به وقت محلی) یک اژدر به لیبرتی در سمت راست رو بجلوی روبنا برخورد کرد و ۳۹ فوت (۱۲ متر) را ایجاد کرد. حفره عریض در محل محموله ای که به فضاهای تحقیقاتی کشتی تبدیل شده بود، منجر بکشته شدن ۲۵سرباز، که تقریباً همه آنها از بخش اطلاعات بودند، و ده‌ها زخمی. گفته شده‌است که اژدر به بدنه اصلی برخورد کرد که بخش زیادی از انرژی را جذب کرد. اعضای خدمه گزارش دادند که اگر اژدر چارچوب را ازدست می‌داد،لیبرتی به دو قسمت تقسیم می‌شد. چهار اژدر دیگر به کشتی برخورد نکردند.
سپس قایق‌های اژدر بسته شدند و بدنه کشتی را با توپ‌ها و مسلسل‌های خود منهدم کردند. بگفته برخی از خدمه، قایق‌های اژدر بطرف گروه‌های کنترل آسیب و ملوانانی که قایق‌های نجات را برای پرتاب آماده می‌کردند شلیک کردند. (جزئیات مورد مناقشه را در زیر ببینید.) یک قایق نجات که از کشتی شناور بود توسطT-203 برداشته شد و مشخص شد که دارای علامت‌های نیروی دریایی ایالات متحده است. سپس T-204 دور لیبرتی چرخید و اورن نام GTR-5 را دید، اما هیچ پرچمی ندید. تا ساعت۳:۳۰ طول کشید. بعد از ظهر تا هویت کشتی مشخص شود. اندکی قبل از تأیید هویت لیبرتی ' ساراتوگا هشت هواپیمای مسلح به سلاح‌های متعارف را بسمت لیبرتی پرتاب کرد. پس از تأیید هویت کشتی، به ستاد کل اطلاع داده شد و عذرخواهی به وابسته نیروی دریایی قلعه ارسال شد. هواپیماهایی که به لیبرتی نزدیک می‌شدند به ساراتوگا فراخوانده شدند.

### پیامدهای حمله
بر اساس متنی از ارتباطات رادیویی شنود شده، که توسط آژانس امنیت ملی ایالات متحده منتشر شده‌است، در حدود ساعت ۲:۳۰بعد از ظهر، نزدیک آغاز حمله اژدر، دو هلیکوپتر نیروی هوایی ارتش 'محل لیبرتی اعزام شدند. هلیکوپترها حدود ساعت ۳:۱۰ رسیدندبعد از ظهر، حدود ۳۵دقیقه پس از برخورد اژدر به کشتی. پس از رسیدن، یکی از خلبانان هلیکوپتر توسط کنترل‌کننده زمینی خود از او خواسته شد تا بررسی کند که کشتی با پرچم آمریکا در اهتزاز است. هلیکوپترها جست و جوی مختصری را برای یافتن خدمه کشتی انجام دادند که ممکن بود در جریان حمله هوایی به دریا سقوط کرده باشند. کسی پیدا نشد. هلیکوپترها حدود ساعت۳:۲۰عصر کشتی را ترک کردند.
در حدود ۴بعد از ظهر، دو ساعت پس از شروع حمله، اسرائیل به سفارت آمریکا در تل آویو اطلاع داد که نیروهای نظامی این کشور به اشتباه به یک کشتی نیروی دریایی آمریکا حمله کرده‌اند. وقتی کشتی «آمریکایی بودن» تأیید شد، قایق‌های اژدر در حدود ساعت ۴:۴۰ عصر برای ارائه کمک برگشتند. اما توسط لیبرتی رد شد. بعداً، اسرائیل یک هلیکوپتر برای پرواز فرمانده قلعه وابسته نیروی دریایی ایالات متحده به کشتی فراهم کرد. (صص۳۲٬۳۴)
در واشینگتن، رئیس‌جمهور لیندون بی. جانسون از رئیس ستاد مشترک خبر دریافت کرده بود که لیبرتی توسط یک کشتی ناشناس در ساعت ۹:۵۰ اژدر مورد اصابت قرار گرفته‌است. زمان شرقی هستم جانسون فرض کرد که شوروی درگیر بوده‌است و اخبار حمله و اعزام جت‌ها از ساراتوگا را به مسکو ارسال کرد. او تصمیم گرفت که هیچ اظهارنظری علنی نکند و این وظیفه را به فیل جی. گولدینگ، که در آن زمان دستیار وزیر دفاع در امور عمومی بود، محول کرد. بلافاصله پس از آن، اسرائیلی‌ها گفتند که به اشتباه به کشتی حمله کرده‌اند. دولت جانسون «ناراحتی شدید» را به سفیر اسرائیل، «آبراهام هارمن» منتقل کرد. در همین حال، به زودی از سوی لوی اشکول، نخست‌وزیر اسرائیل، ابا آبان، وزیر امور خارجه و افرایم اورون، کاردار اسرائیل، عذرخواهی کردند. اسرائیل ظرف ۴۸ ساعت به قربانیان و خانواده‌هایشان غرامت پرداخت کرد.
اگرچه لیبرتی به شدت آسیب دید. عرض ۲۴سوراخی با ارتفاع ۱۲ متر × ۷٫۳ متر و یک کیل پیچ خورده، خدمه او را شناور نگه داشتند و او توانست با قدرت خود منطقه را ترک کند.لیبرتی بعداً با ناوشکن‌های یو اس اس دیویس و یو اس اس ماسی و رزمناو یو اس اس لیتل راک مواجه شد. پرسنل پزشکی به لیبرتی منتقل شدند و او به مالت اسکورت شد و در آنجا تعمیرات موقت به او داده شد. پس از تکمیل آنها در ژوئیه۱۹۶۷،لیبرتی به ایالات متحده بازگشت.لیبرتی در دسامبر۱۹۷۰ به اداره دریایی ایالات متحده(MARAD) منتقل شد و در سال۱۹۷۳ به عنوان قراضه فروخته شد.
از همان ابتدا، پاسخ به اظهارات اسراییل مبنی بر هویت اشتباه، بین ناباوری صریح تا پذیرش بی چون و چرا در دولت در واشینگتن متغیر بود. در تماسی که وزیر راسک در ۱۰ژوئن به سفیر اسرائیل ارسال کرد، از جمله این موارد آمده‌است:
در زمان حمله، یو اس اس لیبرتی با پرچم آمریکا برافراشته بود و هویت آن به وضوح با حروف سفید بزرگ و اعداد روی بدنه آن مشخص شده بود. … تجربه نشان می‌دهد که پرچم و شماره شناسایی شناور به راحتی از هوا قابل رویت بودند … بر این اساس، دلایل زیادی وجود دارد که باور کنیم یو اس اس لیبرتی توسط هواپیماهای اسرائیلی شناسایی شده‌است یا حداقل ملیت آن مشخص شده‌است. تقریباً یک ساعت قبل از حمله … حمله بعدی توسط قایق‌های اژدر، اساساً پس از شناسایی کشتی توسط نیروهای نظامی اسرائیل یا باید می‌شد، نشان دهنده همان بی‌توجهی بی پروا به جان انسان هاست.
جورج لنچوفسکی خاطرنشان می‌کند: «این نکته قابل توجه بود که رئیس‌جمهور جانسون برخلاف وزیر امور خارجه خود، نسخه اسرائیلی این حادثه غم‌انگیز را به طور کامل پذیرفت. او خاطرنشان می‌کند که جانسون خود تنها یک پاراگراف کوچک درمورد آزادی در زندگی‌نامه خود آورده‌است، که درآن توضیحات اسرائیل را پذیرفته، ماجرا را به حداقل رسانده و تعداد کشته‌ها و زخمی‌ها را به ترتیب از۳۴ به۱۰ و۱۷۱ به۱۰۰ کاهش داده‌است. لنچوفسکی در ادامه می‌گوید: «به نظر می‌رسد جانسون بیشتر به جلوگیری از رویارویی احتمالی با اتحاد جماهیر شوروی علاقه داشت تا مهار اسرائیل».
مک گوناگل برای اقدامات خود مدال افتخار، بالاترین مدال ایالات متحده را دریافت کرد.مدال افتخار عموماً توسط رئیس‌جمهور ایالات متحده درکاخ سفید اهدا می‌شود، اما این بار در یارد نیروی دریایی واشینگتن توسط وزیر نیروی دریایی در مراسمی غیرعلنی اعطا شد. سایر ملوانان لیبرتی به دلیل اقدامات خود در حین و پس از حمله جوایز دریافت کردند، اما در بیشتر نقل‌قول‌های جایزه از اسرائیل به‌عنوان مجرم نام برده نشد. با این حال، در سال ۲۰۰۹، یک ستاره نقره ای به یکی از خدمه تری هالباردیر اعطا شد. در جوایز خود از اسرائیل به عنوان مهاجم نام برده شد.

## تحقیقات در مورد حمله
تحقیقات متعددی در مورد این حادثه توسط نیروی دریایی ایالات متحده، ستاد مشترک ارتش، سیا، مجلس نمایندگان و سنای ایالات متحده، آژانس امنیت ملی و دولت اسرائیل انجام شد. تمام تحقیقات در مورد این موضوع به طور مشابه عدم ارتباط را مقصر دانسته و هیچ دلیلی برای مواجه شدن با اتهامات جنایی هیچ فردی پیدا نکرد.

### تحقیقات دولت آمریکا
دادگاه شواهدی ارائه کرد مبنی بر اینکه نیروهای مسلح اسرائیل فرصت کافی برای شناسایی صحیح لیبرتی داشتند. دادگاه اطلاعات کافی برای قضاوت در مورد دلایل تصمیم هواپیماهای اسرائیلی و قایق‌های اژدر موتوری برای حمله در اختیار نداشت… این مسئولیت دادگاه نبود که در مورد مقصر بودن مهاجمان تصمیم بگیرد و هیچ مدرکی وجود نداشت. از ملت مهاجم شنیده می‌شود.

- بیانیه خبری وزارت دفاع ایالات متحده در ۲۸ ژوئن ۱۹۶۷ در مورد دادگاه تحقیقات نیروی دریایی در مورد حمله.
تحقیقات آمریکایی، یادداشت‌ها، سوابق شهادت، و گزارش‌های مختلف مربوط به حمله لیبرتی یا ذکر آنها شامل موارد زیر است، اما محدود به آنها نیست:
- دادگاه تحقیق نیروی دریایی ایالات متحده[۵۶] ژوئن ۱۹۶۷
- گزارش رئیس ستاد مشترک[۵۷] ژوئن ۱۹۶۷
- یادداشت‌های اطلاعاتی سیا[۵۸] ژوئن ۱۹۶۷
- گزارش کلارک کلیفورد[۵۹] ژوئیه ۱۹۶۷
- شهادت کمیته روابط خارجی سنا در طول جلسات استماع لایحه مجوز کمک خارجی در سال ۱۹۶۷، ژوئیه 1967[۶۰]
- بررسی کمیته نیروهای مسلح مجلس نمایندگان در سال 1971[۶۱]
- گزارش تاریخچه آژانس امنیت ملی[۶۲] در سال ۱۹۸۱

سوابق دادگاه تحقیقات نیروی دریایی ایالات متحده حاوی شهادت اعضای خدمه لیبرتی، عکس‌های آسیب حمله و گزارش‌های مختلف است. دادگاه به این نتیجه رسید که سوابق شهادت نشان می‌دهد «تحقیق سطحی، با اختلافات بی شمار بین کاپیتان و خدمه اش». بر اساس سوابق دادرسی دادگاه تحقیق نیروی دریایی، چهار روز برای استماع شهادت سپری شد: دو روز برای چهارده بازمانده از حمله و چندین شاهد متخصص نیروی دریایی ایالات متحده، و دو روز جزئی برای دو شاهد متخصص نیروی دریایی ایالات متحده. هیچ شهادتی از پرسنل اسرائیلی درگیر شنیده نشد.
سوابق رسمی ایالات متحده در مورد حادثه لیبرتی فوق محرمانه و برای عموم بسته شد. دولت آمریکا و اسرائیل مشترکاً اعلام کردند: حمله اسرائیل به یو اس اس لیبرتی نتیجه اشتباه بوده‌است و نه بیشتر. دریاسالار توماس اچ. مورر، یکی از اعضای ستاد مشترک ارتش در زمان حادثه لیبرتی، گفت که او «نمی‌تواند ادعای اسرائیلی‌ها مبنی بر اینکه این یک مورد هویت اشتباه است را بپذیرد».
یادداشت‌های سیا از دو سند تشکیل شده‌است: یکی به تاریخ ۱۳ ژوئن۱۹۶۷ و دیگری به تاریخ ۲۱ ژوئن۱۹۶۷. یادداشت ۱۳ ژوئن «روایتی از شرایط حمله از تمام منابع موجود جمع‌آوری شده‌است». یادداشت ۲۱ ژوئن تحلیلی نقطه به نقطه از یافته‌های تحقیق اسرائیل از واقعیت است. در پایان این بیانیه آمده‌است: «این حمله از روی بدخواهی نسبت به ایالات متحده صورت نگرفت و اشتباهاً انجام شد، اما شکست ستاد ارتش اسرائیل و هواپیمای مهاجم در شناسایی لیبرتی و حمله متعاقب آن توسط قایق‌های اژدر ناهمخوان و نشان‌دهنده سهل انگاری فاحش بود."
گزارش کلارک کلیفورد به این نتیجه رسید: «حمله غیرقانونی به لیبرتی یک اقدام آشکار از سهل انگاری فاحش است که دولت اسرائیل باید کاملاً مسئول آن شناخته شود و پرسنل نظامی اسرائیلی درگیر باید مجازات شوند»
شهادت کمیته روابط خارجی سنا علاوه بر جلسه استماع مربوط به لایحه مجوز کمک‌های خارجی، سؤالات و اظهارات چندین سناتور و پاسخ‌های وزیر دفاع وقت، رابرت مک نامارا، در مورد حمله لیبرتی را شامل می‌شود. در اکثر موارد، سناتورها از این حمله ناامید شده بودند، همان‌طور که سناتور بورک بی هیکنلوپر بیان کرد: "از آنچه خوانده‌ام نمی‌توانم برای یک دقیقه تحمل کنم که این [حمله] یک تصادف بوده‌است." همان‌طور که جی ویلیام فولبرایت، رئیس کمیته اظهار داشت:ما حدود دوهفته پیش [گزارش تحقیق درباره حمله] را درخواست کردیم و هنوز آن را از وزیر راسک دریافت نکرده‌ایم. تا زمانی که به آن برسیم، به موضوع دیگری خواهیم پرداخت.» وزیر مک نامارا وعده تحویل سریع گزارش تحقیقات را داد،"چهار ساعت دیگر خواهید داشت» و در پایان سخنان خود گفت: «به سادگی می‌خواهم تأکید کنم که گزارش تحقیقاتی هیچ مدرکی دال بر قصد آگاهانه برای حمله به کشتی آمریکایی نشان نمی‌دهد»
گزارش تحقیق کمیته خدمات مسلح مجلس نمایندگان، «بازبینی ارتباطات جهانی وزارت دفاع» تحقیقی متمرکز بر حمله لیبرتی نبود، اگرچه شامل بخشی است که جریان ارتباطات مرتبط با حادثه لیبرتی را توصیف می‌کند.
گزارش تاریخ آژانس امنیت ملی(NSA) همان‌طور که از نامش مشخص است، یک گزارش تاریخی است که به سوابق دادگاه تحقیقات نیروی دریایی ایالات متحده، پیام‌ها و یادداشت‌های مختلف نظامی و دولتی و مصاحبه‌های شخصی برای محتوای آن اشاره می‌کند. این گزارش با بخشی تحت عنوان «سوالات بی پاسخ» بپایان می‌رسد و در مورد مقصر بودن به هیچ نتیجه ای نمی‌رسد. با این حال، شامل اسناد محرمانه‌شده بود که بیان می‌کرد: «هر مصاحبه رسمی با خدمه‌های لیبرتی شواهد ثابتی را نشان می‌داد که واقعاً لیبرتی پرچم آمریکا را برافراشته بود و علاوه بر این، شرایط آب و هوایی برای اطمینان از رعایت آسان و شناسایی آن ایده‌آل بود.»
انجمن کهنه سربازان یو اس اس لیبرتی، متشکل از کهنه سربازان کشتی، بیان می‌کند که تحقیقات کنگره ایالات متحده و سایر تحقیقات ایالات متحده در واقع تحقیقات در مورد این حمله نبودند، بلکه گزارش‌هایی بودند که فقط از شواهد دادگاه تحقیق نیروی دریایی ایالات متحده استفاده می‌کردند، یا تحقیقات غیرمرتبط با مقصر بودن آنها درگیر مسائلی مانند ارتباطات است. از نظر آنها، دادگاه تحقیق نیروی دریایی ایالات متحده تنها تحقیق واقعی در مورد این حادثه تا به امروز است. آنها می‌گویند که با عجله انجام شد، تنها در ده روز، حتی اگر رئیس دادگاه، دریاسالار آیزاک کید، گفت که انجام درست شش ماه طول می‌کشد. شرایط تحقیق محدود به این بود که آیا هیچ نقصی از جانب خدمه لیبرتی ' جراحات و مرگ و میر ناشی از حمله نقش داشته‌است یا خیر.
مایکل اورن (سفیر سابق اسرائیل در ایالات متحده) ادعا می‌کند که «آرشیو ملی ایالات متحده هیچ مدرکی ندارد که نشان دهد اطلاعات به دست آمده توسط لیبرتی تصویر دقیق واشینگتن را از وقایع جبهه جولان و نیات اسرائیل در آنجا تقویت می‌کند.»

### تحقیقات دولت اسرائیل
بر اساس‌نامه وزارت خارجه اسرائیل به سفارت اسرائیل در واشینگتن:
در شرایط سختی که ایجاد شده، تنها راه برای نرم کردن نتیجه این است که بتوانیم همین امروز به دولت ایالات متحده اعلام کنیم که قصد داریم افراد را به خاطر این فاجعه تحت پیگرد قانونی قرار دهیم. ما باید همین امشب آن را در اسرائیل علنی کنیم. … بسیار مهم است که اعلامیه ما در مورد محاکمه کسانی که مقصر هستند، قبل از انتشار گزارش آمریکا در اینجا - تکرار می‌کنم، قبل از آن - منتشر شود.
دو گزارش تحقیقاتی بعدی اسرائیل و یک گزارش تاریخی باین نتیجه رسیدند که حمله به این دلیل انجام شده‌است که لیبرتی با یک کشتی مصری اشتباه گرفته شده‌است و به دلیل نقص در ارتباطات بین اسرائیل و ایالات متحده. ۳گزارش اسرائیل عبارت بودند از:
- تحقیق حقیقت یاب توسط سرهنگ رام ران ("گزارش رام ران" ژوئن 1967)[۷۱]
- تحقیقات مقدماتی (استماع) توسط قاضی بازجویی یشایاهو یروشالمی ("گزارش یشایاهو یروشالمی" - ژوئیه 1967)[۷۲] (قضاوت در مورد شکایات سهل انگاری ارتش اسرائیل)
- گزارش تاریخی "حادثه آزادی " - گزارش وزارت تاریخ ارتش اسرائیل (1982)[۷۳]

دراین گزارش تاریخی، تصدیق شد که مقر نیروی دریایی ارتش اسرائیل حداقل سه ساعت قبل از حمله می‌دانست که این کشتی «یک کشتی نظارت صوتی الکترومغناطیسی نیروی دریایی آمریکا» است، اما به این نتیجه رسیده‌است که این اطلاعات به‌سادگی «از بین رفته و هرگز به آنها منتقل نشده‌است». به کنترل‌کننده‌های زمینی که حمله هوایی را هدایت کردند یا به خدمه سه اژدر قایق اسرائیلی».
دولت اسرائیل گفت که سه اشتباه اساسی مرتکب شده‌است: تازه کردن تابلوی وضعیت (حذف طبقه‌بندی کشتی بعنوان آمریکایی، به‌طوری که شیفت بعدی آن را شناسایی نکرد)، شناسایی اشتباه کشتی بعنوان یک کشتی مصری، و عدم اطلاع‌رسانی هواپیمای بازگشت که به مقر اسرائیل در مورد علامت گذاری درجلوی بدنه (علامت‌هایی که در کشتی‌های مصری یافت نمی‌شود) اطلاع داده شود. به عنوان ریشه مشترک این مشکلات، اسرائیل ترکیبی از زنگ خطر و خستگی را که توسط نیروهای اسرائیلی درآن نقطه از جنگ تجربه شد، زمانی که خلبانان بشدت تحت فشار قرار گرفتند، مقصر دانست.
پس از انجام تحقیقات حقیقت یاب و بررسی شواهد، تصمیم قاضی یروشالمی این بود: «من هیچ انحرافی از معیار رفتار معقول را کشف نکرده‌ام که ارتکاب کسی را برای محاکمه توجیه کند.» بعبارت دیگر، او هیچ سهل انگاری از سوی هیچ‌یک از اعضای ارتش اسرائیل در ارتباط باحمله پیدا نکرد.

## جنجال‌های مداوم و سوالات حل نشده
برخی از مقامات اطلاعاتی و نظامی با توضیحات اسرائیل مخالفت می‌کنند. دین راسک، وزیر امور خارجه آمریکا در زمان وقوع این حادثه نوشت:
من هرگز از توضیحات اسرائیل راضی نبودم. حمله مداوم آنها برای از کار انداختن و غرق کردن لیبرتی مانع از حمله تصادفی یا برخی از فرماندهان محلی خوشحال شد. ما از طریق مجاری دیپلماتیک از پذیرش توضیحات آنها خودداری کردیم. من آن زمان آنها را باور نکردم و تا به امروز آنها را باور نکرده‌ام. حمله ظالمانه بود.
ستوان بازنشسته فرمانده نیروی دریایی جیمز انس، افسر کوچکتر (و افسر در حال حرکت عرشه) بر روی پل لیبرتی زمان حمله، کتابی با عنوان حمله به آزادی نوشت که این حادثه را توصیف کرد و از جمله گفت: که حمله عمدی بوده‌است. انس و جو میدرز، همچنین یکی از بازماندگان حمله، وب سایتی را در مورد این حادثه راه اندازی می‌کنند. جو میدرز بیان می‌کند که طبقه‌بندی حمله بعنوان عمدی، سیاست رسمی انجمن کهنه سربازان یواس‌اس لیبرتیاست، که بازماندگان و سایر خدمه سابق به آن تعلق دارند. سایر بازماندگان چندین وب سایت دیگر را راه اندازی می‌کنند. لنکزوسکی با استناد به کتاب انس خاطرنشان می‌کند: پرسنل لیبرتی قاطعانه ای دریافت کردند که در مورد حمله چیزی بکسی نگویند و تحقیقات نیروی دریایی به گونه ای انجام شد که نام آن را «سرپوش» گذاشت.
در سال ۲۰۰۲، کاپیتان وارد بوستون، دادستان نیروی دریایی ایالات متحده، مشاور ارشد دادگاه تحقیق، گفت که یافته‌های دادگاه تحقیق برای سرپوش گذاشتن بر حمله عمدی اسرائیل به کشتی‌ای بود که اسرائیلی‌ها می‌دانستند آمریکایی است. در سال ۲۰۰۴، در پاسخ به انتشار کتاب «حادثه آزادی» نوشته جی کریستول، که بوستون آن را «تلاش موذیانه برای سفید کردن حقایق» می‌دانست، بوستون سوگندنامه‌ای را تهیه و امضا کرد که در آن گفت دریاسالار کید به او گفته‌است. دولت به کید دستور داد که به دروغ گزارش دهد که حمله اشتباه بوده‌است و بوستون و کید هر دو معتقد بودند که حمله عمدی بوده‌است. کریستول در صفحه۱۴۹ کتاب خود در مورد صلاحیت‌ها و صداقت حرفه ای بوستون نوشت:
بوستون علاوه بر مهارت او به عنوان وکیل نیروی دریایی، دو دارایی ویژه را نیز به ارمغان آورد. او در جنگ جهانی دوم یک هوانورد نیروی دریایی بود و بنابراین بینشی فراتر از فردی داشت که فقط در قانون واجد شرایط بود. همچنین، کید او را به عنوان مردی با صداقت می‌شناخت. در موردی قبلی، بوستون مایل بود با کید برخورد کند، زمانی که بوستون احساس کرد انجام کار درست مهم‌تر از جلب لطف سالخورده ای بود که گزارش تناسب اندام او را می‌نوشت.— - جی کریستول، حادثه آزادی
کریستول گفت که او معتقد است که بوستون در مورد دیدگاه‌های کید و هرگونه فشار از سوی دولت ایالات متحده حقیقت را نمی‌گوید. کریستول، که بعنوان افسر قاضی وکیل کل نیروی دریایی ایالات متحده نیز خدمت می‌کرد، پیشنهاد می‌کند که بوستون تا حدودی مسئول نتیجه‌گیری‌های اولیه دادگاه تحقیق بوده و با اعلام اینکه بعداً دروغ بوده‌است، بوستون اعتراف کرده‌است که «دروغ گفته‌است» کریستول همچنین خاطرنشان می‌کند که اظهارات بوستون در مورد فشار بر کید شنیده می‌شد و کید زنده نبود تا آنها را تأیید یا تکذیب کند و بوستون قبل از سوگندنامه و اظهار نظرهای مربوط به آن ادعا نکرد که کید از چنین دستورالعمل‌هایی به بوستون با دیگران صحبت کرده‌است. کریستول همچنین نامه ای دست‌نویس در سال۱۹۹۱ از دریاسالار کید ارائه می‌دهد که بگفته کریستول، «پیشنهاد می‌کند که وارد بوستون یا حافظه ای معیوب یا تخیل روشنی دارد». بگفته جیمز ان، با این حال، دریاسالار کید از انس و گروهش خواست تا برای تحقیقات باز کنگره به فشار ادامه دهند.
استدلال‌های زیر که در گزارش‌های رسمی یا منابع دیگر یافت می‌شوند، برای حمایت از این فرضیه منتشر شده‌اند که حمله به دلیل هویت اشتباه بوده‌است:
- تصادفات و اشتباهات در زمان جنگ اتفاق می‌افتد. روزنامه‌نگار زئیو شیف نمونه ای از یک حادثه آتش دوستانه را بیان کرد که در آن هواپیماهای اسرائیلی یک روز قبل از حمله به لیبرتی یک ستون زرهی اسرائیل را در جنوب شهر جنین در کرانه باختری بمباران کردند.[۸۳] همچنین به عنوان مثال، حادثه مشابهی در زمان بحران سوئز در سال ۱۹۵۶ رخ داد، زمانی که هواپیماهای اسرائیلی به ناو بریتانیایی HMS Crane پس از اشتباه گرفتن آن با یک کشتی جنگی مصری حمله کردند و به آن آسیب رساندند، در زمانی که بریتانیا و اسرائیل با هم می‌جنگیدند.[۸۴]
- این حادثه در طول جنگ شش روزه زمانی رخ داد که اسرائیل درگیر نبرد با دو کشور عربی و آماده شدن برای حمله به کشور سوم بود و فضایی را ایجاد کرد که در آن اشتباهات و سردرگمی رایج بود. به عنوان مثال، در ساعت ۱۱:۴۵، چند ساعت قبل از حمله، انفجار بزرگی در سواحل العریش و به دنبال آن دود سیاه رخ داد که احتمالاً ناشی از انهدام یک انبار مهمات توسط نیروهای مصری در حال عقب‌نشینی بوده‌است. ارتش اسرائیل فکر می‌کرد که این منطقه در حال بمباران است و یک کشتی ناشناس در فراساحل مسئول آن است.
- با نزدیک شدن قایق‌های اژدر،لیبرتی به سمت آنها آتش گشود. مک گوناگل گفت که او مطمئن است که کاپیتان‌های قایق اژدر معتقدند که زیر آتش لیبرتی هستند. پرچمدار لوکاس شهادت داد که اجازه شلیک مسلسل سطح ۰۳ را پس از شروع تیراندازی قایق‌های اژدر به سمت لیبرتی داده‌است. بعداً، زمانی که تفنگ بدون سرنشین بود، گرمای ناشی از آتش نزدیک ظاهراً باعث شد که گلوله‌های مسلسل به سمت تفنگ منفجر شود.[۱۸]
- دریاسالار شلومو ارل، رئیس نیروی دریایی اسرائیل در سال ۱۹۶۷، اظهار داشت که هیچ استدلال موفقیت‌آمیزی برای سودمندی اسرائیل برای حمله عمدی به یک کشتی جنگی آمریکایی ارائه نشده‌است، به ویژه با توجه به هزینه بالای عوارض قابل پیش‌بینی که به دنبال حمله به یک متحد قدرتمند خواهد بود. وی همچنین خاطرنشان کرد که اسرائیل بلافاصله پس از حمله به سفارت آمریکا اطلاع داده‌است.[۸۵]

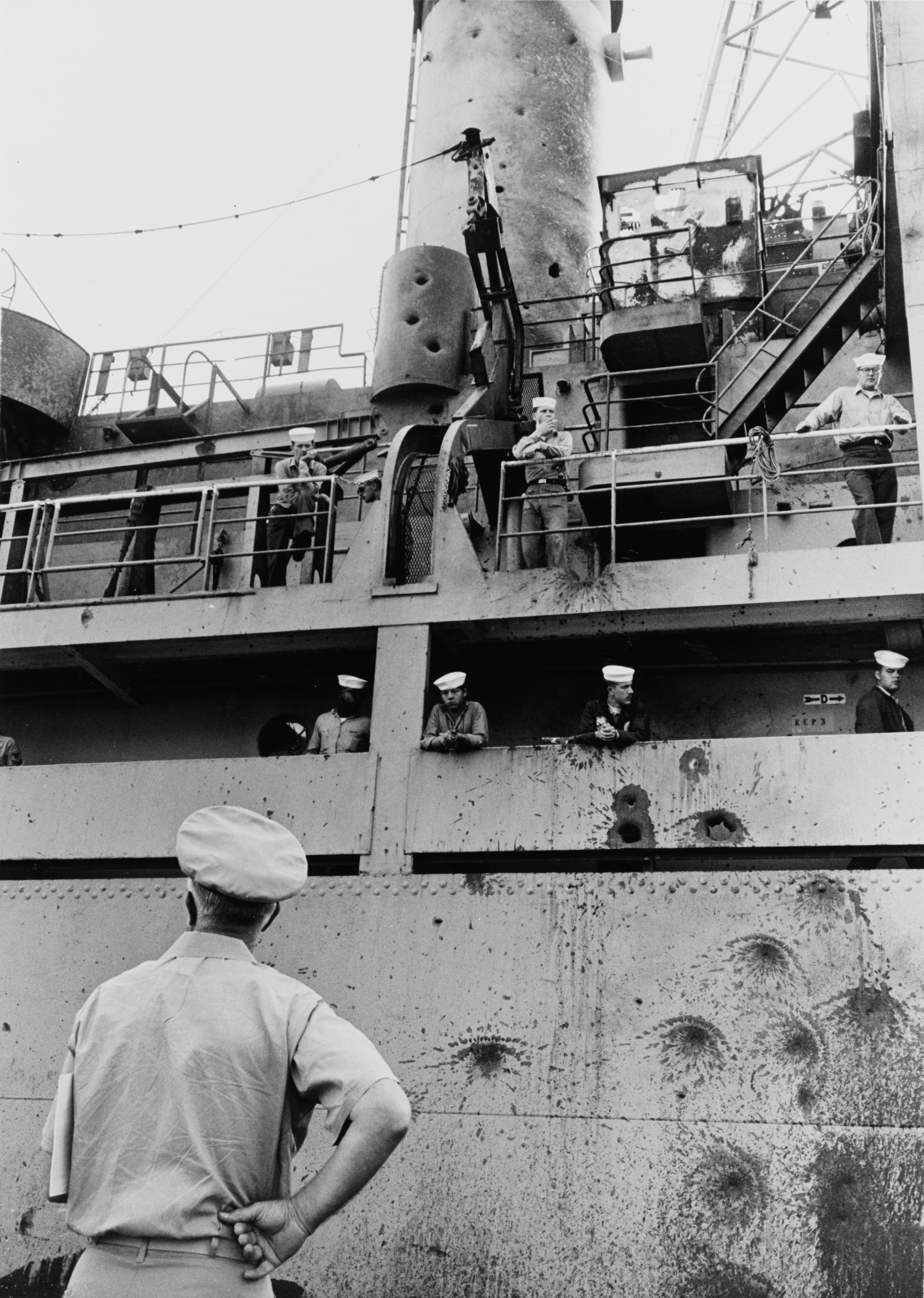
آسیب حمله به بدنه و روبنای سمت راست کشتی

چندین کتاب و مستند بی‌بی‌سی یواس‌اس لیبرتی: مرده در آب استدلال می‌کردند که لیبرتی برای جلوگیری از اطلاع آمریکا از حمله آتی در بلندی‌های جولان مورد حمله قرار گرفت، که آتش‌بسی را که دولت اسرائیل با آن موافقت کرده بود، نقض می‌کرد. با این حال، سوریه تا ۹ ژوئن، پس از حمله به لیبرتی، آتش‌بس را نپذیرفت. نویسنده روسی جوزف دایچمن در کتاب تاریخ موساد می‌گوید اسرائیل در حمله به لیبرتی موجه بود. اسرائیل می‌دانست که سیگنال‌های رادیویی آمریکا توسط اتحاد جماهیر شوروی رهگیری می‌شوند و شوروی مطمئناً مصر را از این واقعیت آگاه می‌کند که اسرائیل با انتقال نیروها به بلندی‌های جولان، مرز مصر را بدون دفاع رها کرده‌است.
لنزوفسکی خاطرنشان می‌کند که اگرچه تصمیم اسرائیل برای «حمله و نابودی» کشتی «ممکن است گیج‌کننده بنظر برسد»، به نظر می‌رسد این توضیح ' ماهیت لیبرتی و وظیفه آن برای نظارت بر ارتباطات دو طرف در منطقه جنگی است. او می‌نویسد که آگاهی به موقع از تصمیم آنها برای حمله به سوریه و اقدامات تدارکاتی به سمت آن «ممکن است طرح‌های اسرائیل برای فتح بلندی‌های جولان سوریه را ناکام بگذارد» و به معنای اتهامات انس، «تز قابل قبولی را ارائه می‌دهد که اسرائیل عمداً تصمیم به ناتوانی در آن گرفته‌است.» کشتی آمریکایی سیگنال جمع‌آوری می‌کند و کسی را زنده نمی‌گذارد تا داستان حمله را بازگو کند».
باربور، سفیر ایالات متحده در اسرائیل، در روز حمله لیبرتی گزارش داده بود که از حمله اسرائیل به سوریه «غافلگیر نمی‌شود» و رئیس اطلاعات ارتش اسرائیل به یکی از دستیاران کاخ سفید در آن زمان در اسرائیل گفت که «هنوز باقی مانده‌است». مشکل سوریه و شاید لازم باشد به سوریه ضربه ای وارد شود.»
کتاب سلاح‌ها نوشته راسل وارن هاو در سال ۱۹۸۱ می‌گوید که لیبرتی با موشک بالستیک پولاریس مجهز به زیردریایی لافایت-کلاس یواس‌اس اندرو جکسون همراه بود. یواس‌اس اندرو جکسون، که تمام قسمت را از طریق پریسکوپ فیلمبرداری کرد اما نتوانست کمکی ارائه کند.
جیمز بامفورد، تهیه‌کننده سابق ای‌بی‌سی نیوز، در کتاب خود در سال ۲۰۰۱ با عنوان بدنه اسرار می‌گوید که اسرائیل عمداً به لیبرتی حمله کرد تا از کشف آنچه او به عنوان جنایات جنگی توصیف می‌کرد، از جمله کشتن اسیران جنگی مصری توسط ارتش اسرائیل، جلوگیری کند. او ادعا می‌کند که در همان زمان در شهر نزدیک العریش اتفاق می‌افتاد. با این حال، به گزارش دوربین، ادعای وی مبنی بر اعدام ۴۰۰ مصری از آنجایی که خبرنگاران حاضر در شهر ادعا کردند که درگیری بزرگی رخ داده و این عامل اصلی تلفات بوده، مورد تردید قرار گرفته‌است. بامفورد همچنین اظهار داشت که گابی برون شاهد عینی ادعا کرده‌است که ۱۵۰ نفر را دیده که توسط سربازان اسرائیلی در العریش اعدام شده‌اند. با این حال، گابی برون ادعا کرد که تنها ۵ نفر را دیده که توسط سربازان اسرائیلی اعدام شده‌اند.
در بیانیه مطبوعاتی فیلم مستند بی‌بی‌سی مرده در آب آمده‌است که شواهد جدید ضبط شده و دیگر شواهد نشان می‌دهد که این حمله یک «ترفند جسورانه اسرائیل برای جعل حمله مصر» بوده‌است تا به آمریکا دلیلی برای ورود به جنگ علیه مصر بدهد. این سازمان ادعا کرد که پرزیدنت لیندون بی. جانسون هواپیماهای دارای سلاح اتمی را علیه قاهره از یک ناو هواپیمابر آمریکایی در دریای مدیترانه پرتاب کرد. زمانی که مشخص شد لیبرتی غرق نشده و اسرائیل این حمله را انجام داده‌است، هواپیماها فراخوانده شدند. جیمز انس، یک منبع اطلاعاتی در مورد این هواپیما که دارای سلاح هسته ای است، بعداً اظهار داشت:
واضح است که من در مورد هواپیمای مورد نظر اشتباه کردم، زیرا F4ها سلاح هسته ای حمل نمی‌کنند. دیگران به من می‌گویند که هواپیماهایی که پرتاب شدند، موشک‌های بولپاپ را حمل می‌کردند که ممکن است به راحتی با بمب‌های هسته ای اشتباه گرفته شوند. و ما خیلی بعد متوجه شدیم که یواس‌اس آمریکا در تمرین بارگیری تسلیحات هسته‌ای شرکت داشت درست در زمانی که کشتی از حمله به لیبرتی مطلع شد و این تمرین یکی از عواملی است که پاسخ آمریکا به درخواست کمک ما را به تأخیر انداخت. همچنین این احتمال وجود دارد که این سلاح‌ها توسط منابع ما دیده شده باشد. همچنین یک گزارش تاریخ شفاهی از سفارت آمریکا در قاهره که اکنون در کتابخانه لیندون بینز جانسون است، گیج کننده است، که اشاره می‌کند که سفارت پیام فوری از واشینگتن دریافت کرده‌است که در آن هشدار داده شده بود که قاهره در شرف بمباران توسط نیروهای آمریکایی است، احتمالاً به اشتباه. تلافی حمله یو اس اس لیبرتی آن پیام عجیب هرگز توضیح یا لغو نشد.
این ویدئو همچنین شنیده‌ها از اتحاد مخفیانه سازمان‌های اطلاعاتی آمریکا و اسرائیل را گزارش می‌دهد.
دریاسالار توماس اچ. مورر، رئیس سابق ستاد مشترک ارتش و منتقد نسخه رسمی دولت ایالات متحده از وقایع، ریاست یک تحقیق غیردولتی در مورد حمله به لیبرتی در سال ۲۰۰۳ را بر عهده داشت. این کمیته که شامل جیمز ای. آکینز سفیر سابق ایالات متحده در عربستان سعودی بود، اسرائیل را مقصر دانست و چندین نظریه را برای انگیزه‌های احتمالی اسرائیل پیشنهاد کرد، از جمله تمایل به مقصر دانستن مصر و وارد کردن ایالات متحده به جنگ شش روزه.
به گفته جان لوفتوس و مارک آرون در کتابشان،جنگ مخفیانه علیه یهودیان،لیبرتی مورد حمله قرار گرفت زیرا اسرائیلی‌ها می‌دانستند که مأموریت کشتی نظارت بر سیگنال‌های رادیویی سربازان اسرائیلی و ارسال اطلاعات حرکت نیروها به مصری‌ها است.

## نوارهای آژانس امنیت ملی و تحولات بعدی
آژانس امنیت ملی گزارش داد که هیچ رهگیری رادیویی از این حمله توسط خود لیبرتی و همچنین رهگیری رادیویی توسط زیردریایی آمریکایی یواس‌اس آمبرجک وجود نداشته‌است. یواس‌اس آمبرجک در عرض یک ساعت پس از اطلاع از اژدر شدن لیبرتی، مدیر آژانس امنیت ملی ایالات متحده، ستوان مارشال اس. کارتر، پیامی به تمام سایت‌های رهگیری ارسال کرد و درخواست جستجوی ارتباطاتی کرد که ممکن است به حمله یا هرگونه واکنشی مرتبط باشد. آی تی. تنها چنین ارتباطی گزارش شده توسط یک هواپیمای EC-121 نیروی دریایی ایالات متحده رهگیری شد که از ساعت ۲:۳۰ در نزدیکی حملات پرواز کرد. بعدازظهر تا ۳:۲۷بعدازظهر به وقت سینا (۱۲۳۰ تا ۱۳۲۷ شمسی)؛ پس از حمله به لیبرتی، مکالمات صوتی بین دو خلبان هلیکوپتر اسرائیلی و برج کنترل در فرودگاه هاتزور را جمع‌آوری کرده بود.
در ۲ ژوئیه۲۰۰۳، آژانس امنیت ملی نسخه‌هایی از این ضبط‌ها و ترجمه‌ها و خلاصه‌های آنها را منتشر کرد.این افشاگری‌ها به عنوان بخشی از شکایت قانون آزادی اطلاعات توسط قاضی فلوریدا و خلبان بازنشسته نیروی دریایی جی کریستول به دست آمد. دو زبان‌شناس که در هنگام ضبط EC-121 بودند، به‌طور جداگانه گفتند که حداقل دو نوار اضافی ساخته شده‌است که مخفی شده بود. ترجمه‌های انگلیسی نوارهای منتشر شده نشان می‌دهد که اسرائیلی‌ها از ضربه زدن به یک کشتی تدارکاتی مصری حتی پس از پایان حمله صحبت کرده‌اند. هلیکوپترهای نجات درخواست‌های فوری را ارسال کردند که امدادگران از اولین بازمانده بیرون کشیده شده از آب بپرسند که ملیت او چیست. بحث درمورد اینکه آیا بازماندگان عربی صحبت می‌کنند وجود داشت.
خلاصه ای از نوارهای ترجمه شده توسط آژانس امنیت ملی نشان می‌دهد که در ساعت ۱۲:۳۴،کنترل هوایی هاتزور هدایت دو بالگرد نیروی هوایی اسرائیل را به سمت یک کشتی جنگی مصری برای نجات خدمه آن آغاز کرد: "این کشتی اکنون مصری شناخته شده‌است." هلیکوپترها در حدود ساعت ۱۳:۰۳ به نزدیک کشتی رسیدند: "یک کشتی بزرگ را می‌بینم، در نزدیکی آن سه کشتی کوچک قرار دارند.." در ۱۳:۰۸،کنترل هوایی هاتزور نگرانی در مورد ملیت خدمه کشتی را نشان داد: "اولین موضوعی که باید روشن شود این است که بفهمیم ملیت آنها چیست." در ساعت ۱۳:۱۰، یکی از خلبانان هلیکوپتر از فرمانده لشکر اژدر قایق‌های نزدیک در مورد معنای شماره بدنه کشتی پرسید: «روی آن GTR5 نوشته شده‌است. این یعنی چیزی؟" پاسخ این بود: "منفی، هیچ معنایی ندارد." در ساعت ۱۳:۱۲ از یکی از خلبانان هلیکوپتر توسط کنترل هوایی پرسیده شد: آیا به وضوح پرچم آمریکا را شناسایی کردید؟ هیچ پاسخی در رونوشت ظاهر نمی‌شود، اما کنترل‌کننده هوا سپس می‌گوید: «ما از شما درخواست می‌کنیم که یک پاس دیگر انجام دهید و یک بار دیگر بررسی کنید که آیا واقعاً پرچم آمریکاست یا خیر». باز هم هیچ پاسخی در رونوشت ظاهر نمی‌شود. حدود ساعت ۱۳:۱۴ هلیکوپترها برای بازگشت بخانه هدایت شدند.
در ۱۰ اکتبر ۲۰۰۳،جروزالم پست مصاحبه ای با یفتاح اسپکتور، یکی از خلبانانی که در این حمله شرکت داشت، انجام داد. اسپکتور گفت که کشتی مصری فرض می‌شود و اظهار داشت: «به‌طور مثبت هیچ پرچمی وجود نداشت». این مصاحبه همچنین شامل رونوشت‌های ارتباطات اسرائیل در مورد لیبرتی است. با این حال، روزنامه‌نگاری که نوارهای آن مقاله را رونویسی کرده بود، آریه اوسالیوان، بعداً تأیید کرد که «نوارهای نیروی هوایی اسرائیل که او به آنها گوش می‌داد حاوی فضاهای خالی بود». بازماندگان لیبرتی ' اسپکتور مخالفت می‌کنند. بر اساس اسنادی که آژانس امنیت ملی از طبقه‌بندی بعدی خارج شد: «هر مصاحبه رسمی با خدمه لیبرتی شواهد ثابتی داشت که لیبرتی پرچم آمریکا را برافراشته بود و علاوه بر این، شرایط آب و هوایی برای اطمینان از رعایت آسان و شناسایی آن ایده‌آل بود.»
در ۸ ژوئن۲۰۰۵، انجمن کهنه سربازان یواس‌اس لیبرتی"گزارش جنایات جنگی انجام شده علیه ارتش ایالات متحده، ۸ژوئن۱۹۶۷" را به وزارت دفاع (DoD) ارائه کرد. آنها می‌گویند دستورالعمل وزارت دفاع 2311.01E وزارت دفاع را ملزم می‌کند تا تحقیقات کاملی دربارهٔ ادعاهای مندرج در گزارش خود انجام دهد. وزارت دفاع پاسخ داده‌است که تحقیقات جدیدی انجام نخواهد شد زیرا دادگاه تحقیق نیروی دریایی قبلاً حقایق و شرایط مربوط به حمله را بررسی کرده‌است.
از سال۲۰۰۶، آژانس امنیت ملی هنوز «جعبه‌ها و جعبه‌ها» اسناد لیبرتی را از حالت طبقه‌بندی خارج نکرده بود. درخواست‌های متعددی بر اساس دستورالعمل‌های حذف طبقه‌بندی و قانون آزادی اطلاعات در سازمان‌های مختلف از جمله آژانس امنیت ملی، آژانس اطلاعات مرکزی و آژانس اطلاعات دفاعی در حال بررسی است. در ۸ ژوئن۲۰۰۷، آژانس امنیت ملی صدها سند دیگر از طبقه‌بندی محرمانه را در مورد حمله اسرائیل به یو اس اس لیبرتی، یک کشتی رهگیری ارتباطات، در ۸ ژوئن۱۹۶۷ منتشر کرد.
در ۲ اکتبر۲۰۰۷،شیکاگو تریبون گزارش ویژه ای در مورد این حمله منتشر کرد که حاوی نقل قول‌های متعددی بود که قبلاً گزارش نشده بود از پرسنل نظامی سابق با آگاهی دست اول از این حادثه. بسیاری از این نقل‌قول‌ها مستقیماً با موضع آژانس امنیت ملی مبنی بر اینکه هرگز ارتباطات خلبانان مهاجم اسرائیلی را رهگیری نکرده‌است، تناقض دارد و می‌گوید که نه تنها رونوشت‌هایی از این ارتباطات وجود دارد، بلکه همچنین نشان می‌دهد که اسرائیلی‌ها می‌دانند در حال حمله به یک کشتی نیروی دریایی آمریکا هستند.
دو تلگراف دیپلماتیک که توسط آبراهام هارمن، سفیر اسرائیل درواشنگتن به ابا آبان، وزیر امور خارجه اسرائیل نوشته شده بود، توسط اسرائیل از حالت طبقه‌بندی خارج شده و از آرشیو دولتی اسرائیل بدست آمده‌است. اولین کابل که پنج روز پس از حمله ارسال شد، به ایبان اطلاع می‌دهد که یک خبرچین آمریکایی به هارمن گفته‌است که «شواهد روشنی وجود دارد که خلبان از مرحله خاصی هویت کشتی را کشف کرده و به هر حال به حمله ادامه داده‌است». کابل دوم که سه روز بعد ارسال شد، اضافه کرد که کاخ سفید «بسیار عصبانی است» زیرا «آمریکایی‌ها احتمالاً یافته‌هایی دارند که نشان می‌دهد خلبانان ما واقعاً می‌دانستند که کشتی آمریکایی است». اسناد جلسات ستاد کل اسرائیل که در اکتبر۲۰۰۸ از طبقه‌بندی خارج شد، هیچ بحثی در مورد حمله برنامه‌ریزی شده به یک کشتی آمریکایی نشان نمی‌دهد.
در ۳۰ اکتبر۲۰۱۴،الجزیره فیلم مستندی را پخش کرد که حاوی روایت‌های دست اول اخیر چند تن از بازماندگان این حادثه است. این مستند استدلال می‌کند که اسرائیل می‌دانست این کشتی آمریکایی است و قصد داشت غرق شدن آن را به گردن مصر بیندازد تا آمریکا را بجنگ طرف اسرائیل بکشاند.

## جزئیات مورد اختلاف

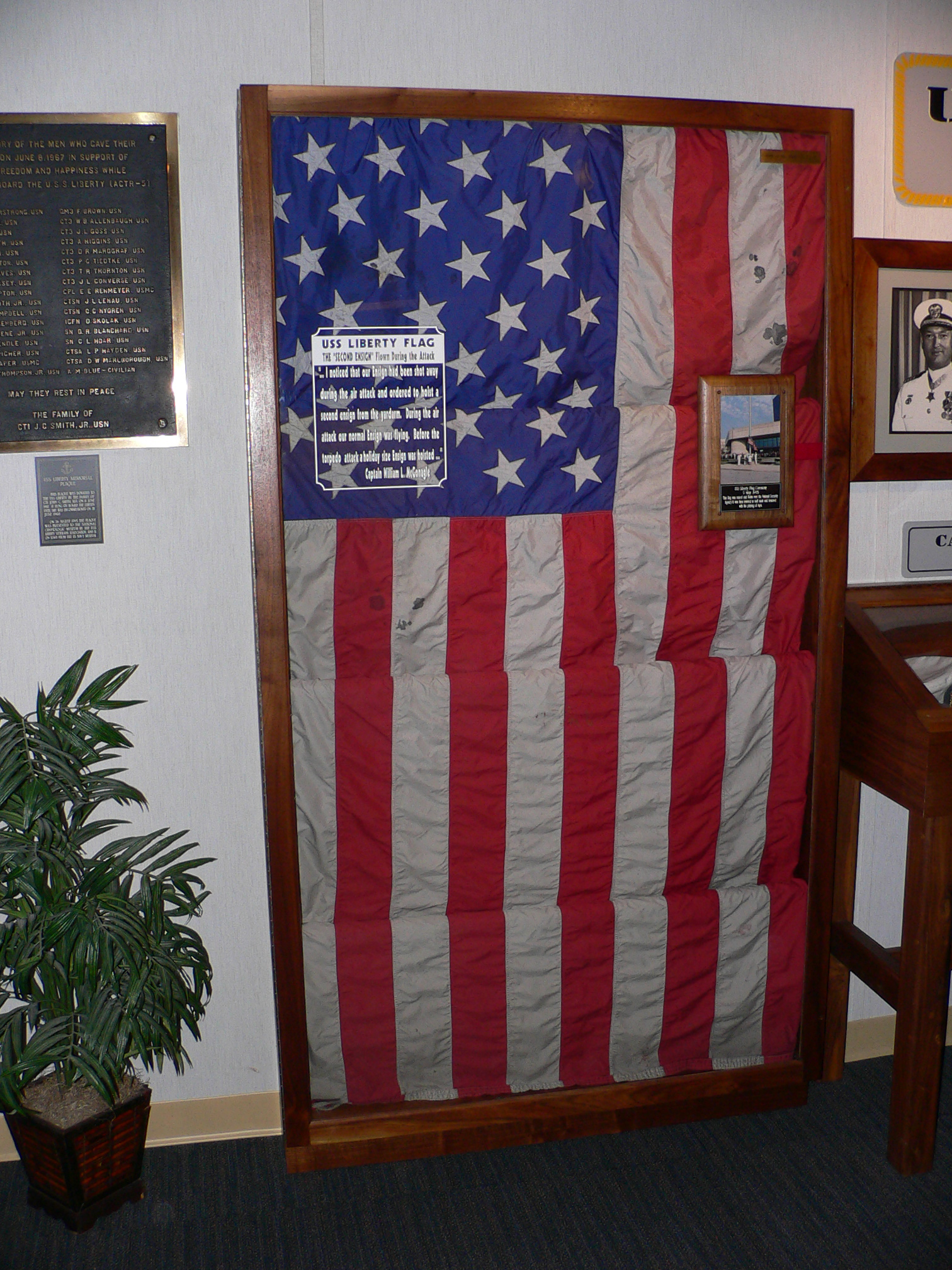
«پرچمدار دوم» در حین حمله پرواز کرد. گزارش‌های تحقیقاتی نیروهای دفاعی اسرائیل می‌گوید که خلبانان و فرمانده قایق اژدر آنها هیچ پرچمی را در طول حمله ندیده‌اند.

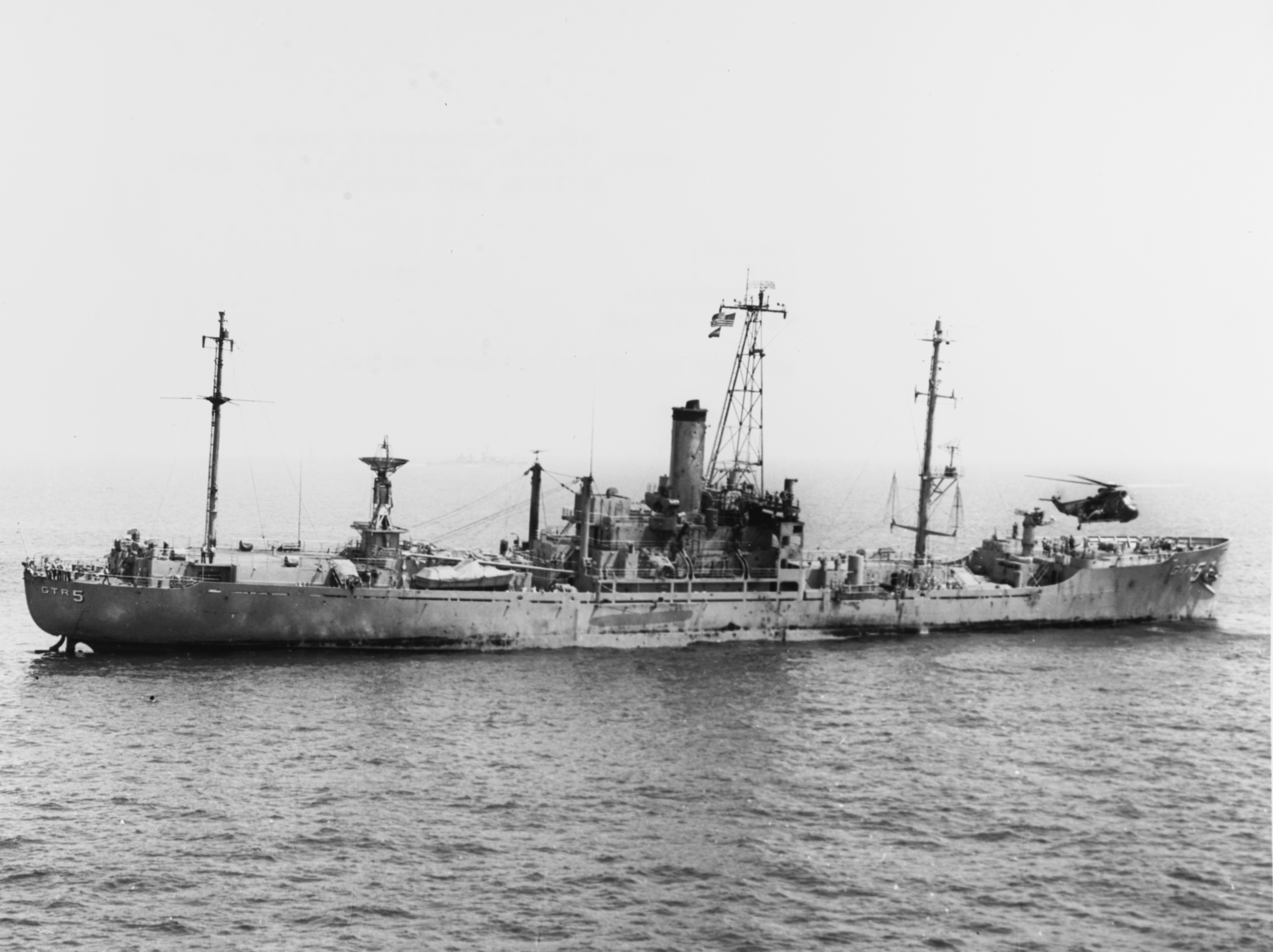
یو اس اس لیبرتی آسیب دیده یک روز پس از حمله (۹ ژوئن ۱۹۶۷)

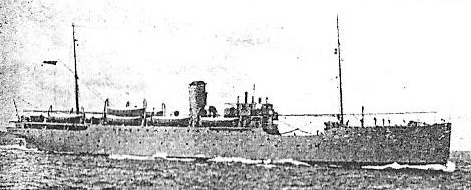
کشتی کمکی نیروی دریایی مصر

جزئیات مختلف در مورد این حمله موضوع مناقشه است:
- نمایان بودن پرچم آمریکا: گزارش‌های رسمی اسرائیل حاکی از آن است که خلبانان هواپیماهای شناسایی و جنگنده و کاپیتان قایق‌های اژدر هیچ پرچمی روی لیبرتی ندیده‌اند. گزارش‌های رسمی آمریکا می‌گویند که لیبرتی پرچم آمریکا را قبل، در حین و بعد از حمله به اهتزاز درمی‌آورد. تنها استثنا یک دوره کوتاه بود که در آن یک پرچم سرنگون شده بود و با یک پرچم بزرگتر جایگزین شد. هلیکوپترهایی که پس از حمله هوایی برای ارائه کمک به محل حمله اعزام شدند، تقریباً بلافاصله پس از ورود به محل حمله متوجه پرچم آمریکا در اهتزاز از کشتی شدند[۱۰۸] و به کنترل‌کننده خود اطلاع دادند.
- برداشت خدمه آمریکایی از قصد: خدمه بازمانده کشتی لیبرتی می‌گویند که حمله اسرائیل به کشتی "عمدی" و با آگاهی کامل از آمریکایی بودن کشتی بوده‌است. تحقیقات و گزارش‌های تاریخی اسرائیل موافق هستند که این حمله عمدی بوده‌است اما بر ضد آنچه که آنها معتقد بودند یک کشتی مصری بوده‌است.
- وجه تمایز ظاهر یو اس اس لیبرتی: این بحث وجود دارد که آیا لیبرتی بلافاصله به عنوان یک کشتی متفاوت از کشتی مصری القصیر قابل تشخیص بود یا خیر. دریاسالار تام مورر اظهار داشت که لیبرتی قابل شناسایی‌ترین کشتی در نیروی دریایی ایالات متحده است و در مصاحبه با واشینگتن پست اظهار داشت که "مضحک" است که بگوییم این کشتی به عنوان چنین هویتی شناسایی نمی‌شود. اسرائیل در تحقیقات و گزارش‌های تاریخی خود اعلام می‌کند که شناسایی به عنوان القصیر توسط قایق‌های اژدر در حالی که لیبرتی در دود پوشانده شده بود و بر اساس "کتاب قرمز"، راهنمای ناوگان‌های عربی که شامل کشتی‌های آمریکایی نمی‌شد، انجام شد. (وب سایت با تصاویر هر دو کشتی)
- علائم شناسایی: لیبرتی یک علامت "۵" به ارتفاع هشت فوت و یک "GTR" به ارتفاع چهار فوت در امتداد هر دو کمان داشت که به وضوح شماره بدنه (یا "قلم") او (AGTR-5) را نشان می‌داد و دارای ۱۸-اینچ (۴۶۰-میلیمتر) بود.۱۸-اینچ (۴۶۰-میلیمتر) -حروف بلند که نام کشتی را در سرتاسر پشت آن هجی می‌کند. این علامت‌ها به خط عربی شکسته نمی‌شد، بلکه به الفبای لاتین بود. خلبانان اسرائیلی در ابتدا گفتند که در درجه اول نگران این بودند که کشتی یک کشتی جنگی اسرائیلی نباشد و زمانی که متوجه علائم الفبای لاتین شدند حمله هوایی را پایان دادند.[۱۰۹]
- شناسایی کشتی در هنگام حمله: یک کتاب جیمز بامفورد[۱۱۰] که در سال ۲۰۰۱ منتشر شد، می‌گوید که رهگیری‌های مخفی آژانس امنیت ملی نشان می‌دهد که خلبانان اسرائیلی از حمله به یک کشتی آمریکایی اطلاع کامل داشتند.[۱۱۱] وب‌سایت آژانس امنیت ملی وجود هرگونه ضبط توسط ایالات متحده از خود حمله را رد می‌کند. این موضوع توسط چندین متخصص اطلاعاتی مورد مناقشه قرار گرفته‌است که می‌گویند آنها متن اصلی را خوانده‌اند.
- تلاش برای شناسایی: خدمه آمریکایی می‌گویند که هواپیمای مهاجم بر فراز لیبرتی شناسایی نکرد، اما بلافاصله شروع به درگیری کرد. اسراییل می‌گوید چندین مجوز شناسایی صادر شده‌است. دادگاه تحقیق نیروی دریایی، بر اساس جدول زمانی وقایع اسرائیل، دریافت: «می‌توان از این واقعیت استنباط کرد که ظرف مدت تقریباً ۱۵ دقیقه، درخواست ارسال شد (برای اعزام هواپیما)، تصمیم فرماندهی گرفته شد. هواپیماها اعزام شدند و حمله آغاز شد، که زمان قابل توجهی برای شناسایی کشتی از هوا قبل از شروع حمله صرف نشده‌است."[۱۱۲]
- سرعت کشتی: طبق گزارش‌های اسرائیلی، قایق اژدر اندازه‌گیری‌های اشتباهی انجام داده‌است که نشان می‌دهد لیبرتی در ۳۰ گره (۳۵ مایل بر ساعت؛ ۵۶ کیلومتر بر ساعت) بخار بخار می‌کند.. دکترین دریایی اسرائیل در آن زمان ایجاب می‌کرد که کشتی ای که با این سرعت حرکت می‌کند باید یک کشتی جنگی فرض شود. قایق دوم سرعت لیبرتی ' ۲۸ گره (۳۲ مایل بر ساعت؛ ۵۲ کیلومتر بر ساعت) محاسبه کرد. حداکثر سرعت پایدار لیبرتی فقط ۱۷٫۵ گره (۲۰٫۱ مایل بر ساعت؛ ۳۲٫۴ کیلومتر بر ساعت) بود،۲۱ گره (۲۴ مایل بر ساعت؛ ۳۹ کیلومتر بر ساعت). طبق یافته‌های دادگاه تحقیق، کشتی در ساعت ۵ گره (۵٫۸ مایل بر ساعت؛ ۹٫۳ کیلومتر بر ساعت) در زمان حمله بخار می‌شد.

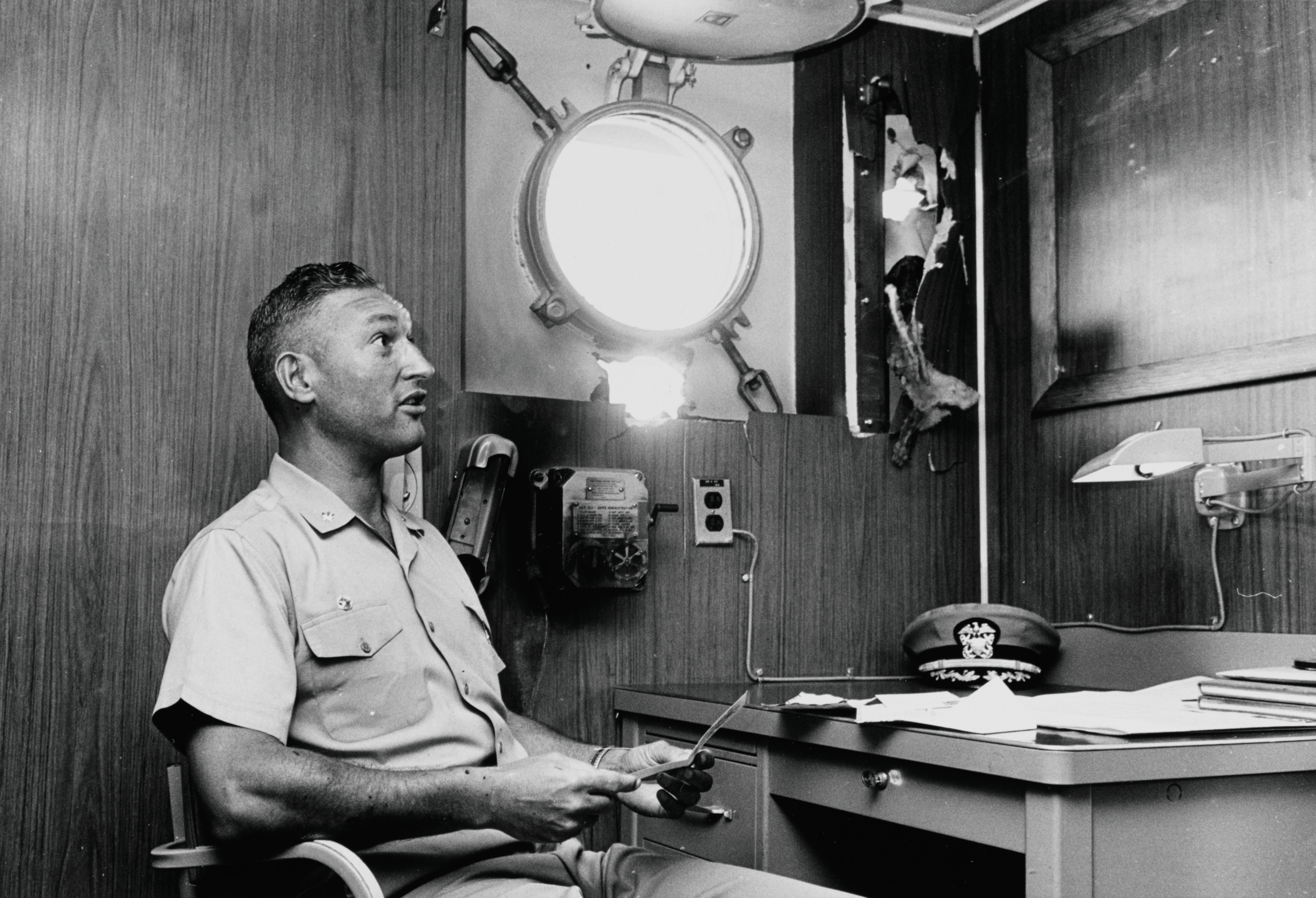
فرمانده دبلیو ال مک گوناگل در کابین آسیب دیده خود پس از حمله

- انگیزه: جیمز بامفورد، در میان دیگران، می‌گوید یکی از انگیزه‌های احتمالی جلوگیری از استراق سمع فعالیت‌های نظامی اسرائیل توسط ایالات متحده و نظارت بر وقایع در نزدیکی غزه بود.[۱۱۱] سرهنگ پیتون ای. اسمیت در مطالعه‌ای دربارهٔ این حادثه که به این نتیجه رسید که شواهد کافی برای حمایت از حمله تصادفی یا عمدی وجود ندارد، در مورد این احتمال نوشت: «این حمله به احتمال زیاد عمدی به دلایل بسیار حساسی بوده‌است که توسط ایالات متحده افشا نمی‌شود (یا) دولت اسرائیل و این که حقیقت هرگز معلوم نشود.[۱۱۳] نویسنده و عضو سابق خدمه جیمز ام. انس، در پایان کتاب خود حمله به آزادی، این نظریه را مطرح کرد که انگیزه آن جلوگیری از نظارت خدمه کشتی از ترافیک رادیویی بود که ممکن است اسرائیل را به عنوان متجاوز در تهاجم قریب‌الوقوع خود به سوریه نشان دهد. کاخ سفید مخالفت کرد. به گفته اتحادیه ضد افترا، «این استدلال که اسرائیل آگاهانه به یک کشتی آمریکایی حمله کرده‌است، همیشه انگیزه قانع‌کننده‌ای نداشته‌است».[۱۱۴]
- نشانه‌های هواپیمای اسرائیلی: انجمن کهنه سربازان یو اس اس لیبرتی می‌گوید که هواپیماهای حمله‌کننده اسرائیلی علامت‌گذاری نشده بودند،[۷۸] اما یکی از خدمه به یاد می‌آورد که یک افسر یهودی با دیدن ستاره آبی داوود روی بدنه‌شان گریه می‌کرد.[۶] قایق‌های اژدری که به لیبرتی حمله کردند پرچم اسرائیل را برافراشتند.[۴۳]
- پارازیت: در طول شهادت دادگاه تحقیق‌های نیروی دریایی ایالات متحده، وین ال. اسمیت، رئیس رادیومن، شهادت داد که ارتباطات رادیویی به طور متناوب قطع می‌شد. دریاسالار کید (یکی از اعضای ارشد دادگاه تحقیقات نیروی دریایی) گزارش داد: «لیبرتی پارازیت‌های تبعیض آمیز آشکار در مدارهای CW و صدا را درست قبل و در طول حمله انفرادی هر هواپیما گزارش داد.» هیچ‌یک از تحقیقات یا گزارش‌های نیروهای دفاعی اسرائیل پارازیت فرکانس رادیویی را تأیید یا رد نمی‌کند.
- پارازیت به عنوان یک انگیزه: یک گزارش یونایتدپرس اینترنشنال که توسط واشینگتن استار در ۱۹ سپتامبر ۱۹۷۷ منتشر شد، نشان می‌دهد که اسناد سیا به دست آمده توسط کمیته آمریکایی فلسطین نشان می‌دهد که موشه دایان، وزیر دفاع اسرائیل، دستور حمله را صادر کرده‌است زیرا لیبرتی ارتباطات اسرائیل را مختل می‌کند. یک سند سیا به تاریخ ۲۳ ژوئن ۱۹۶۷ می‌گوید که لیبرتی ارتباطات اسرائیل را مختل کرده‌است. یکی دیگر از اسناد سیا به تاریخ ۹ نوامبر ۱۹۶۷ به نقل از خبرچینان ناشناس آژانس می‌گوید که دایان شخصاً دستور حمله را داده‌است. سیا گفت که این اسناد «از لحاظ دقت ارزیابی نشده‌اند».[۱۱۵]
- اقدام‌های کشتی‌های اسرائیلی پس از اصابت اژدر: افسران و مردان لیبرتی می‌گویند که پس از حمله اژدر و دستور ترک کشتی، قایق‌های اژدر موتوری با شلیک گلوله‌های خودکار به بالای کشتی حمله کردند و از فرار مردان از پایین جلوگیری کردند یا با مسلسل یا توقیف شدند. قایق‌های نجات خالی که شناور شده بودند.[۱۱۶][۷۹] ارتش اسرائیل می‌گوید که لیبرتی پس از حمله اژدر مورد شلیک قرار نگرفت و یک قایق نجات هنگام جستجو برای بازماندگان از آب صید شد.[۱۱۷]
- پیشنهادهای اسرائیلی برای کمک: کاپیتان لیبرتی ' چند تن ' خدمه لیبرتی و اسرائیلی‌ها اظهار داشتند که پیشنهاد کمک شده‌است، اما در زمان‌های مختلف. گزارش عرشه لیبرتی ' توسط کاپیتان امضا شده‌است، در ساعت ۱۵:۰۳ ورودی دارد که در آن آمده‌است: "یک MTB به کشتی بازگشت و علامت داد: "آیا به کمک نیاز داری." "گزارش تاریخچه نیروهای دفاعی اسرائیل و گزارش رام رون هر دو می‌گویند که کمک در ساعت ۱۶:۴۰ ارائه شد و این پیشنهاد رد شد.[۱۱۷][۴۵]
- تلاش‌های نجات ایالات متحده: به گفته ستوان فرمانده دیوید لوئیس، افسر ارشد گروه امنیت نیروی دریایی لیبرتی ' حداقل دو تلاش برای نجات از ناوهای هواپیمابر ایالات متحده در همان نزدیکی آغاز شد، اما فراخوان شد. لوئیس یک ضبط صوتی ساخت[۱۱۸] و بعدها نوشت[۱۱۹] در مورد ملاقاتی که دریاسالار عقب ناوگان ششم لارنس گیس در کابینش درخواست کرد:او به من گفت که از آنجایی که من بازمانده ارشد لیبرتی در کشتی بودم، می‌خواست محرمانه به من بگوید که واقعاً چه اتفاقی افتاده‌است. او به من گفت که با دریافت SOS ما، هواپیماها برای کمک به ما پرتاب شدند و سپس به واشینگتن اطلاع داده شد. وی گفت که وزیر دفاع (رابرت مک نامارا) دستور داده بود که هواپیما به ناو برگردانده شود که این کار انجام شد. رادیوم گیس سپس گفت که او حدس زده‌است که واشینگتن ممکن است مشکوک باشد که این هواپیما دارای سلاح هسته ای است، بنابراین او یک پرواز دیگر از هواپیماهای متعارف را که هیچ قابلیت حمل سلاح هسته ای نداشت، جمع‌آوری کرد. اینها را او برای کمک به ما راه اندازی کرد و دوباره واشینگتن را از اقدامات خود آگاه کرد. مک نامارا مجدداً دستور فراخوانی هواپیما را صادر کرد. او درخواست تأیید این دستور را کرد زیرا نمی‌توانست باور کند که واشینگتن اجازه خواهد داد ما غرق شویم. این بار پرزیدنت جانسون دستور فراخوان را صادر کرد و اظهار داشت که برایش اهمیتی ندارد که همه افراد غرق شوند و کشتی غرق شود، اما شرمنده متحدانش نخواهد شد.او به من گفت که از آنجایی که من بازمانده ارشد لیبرتی در کشتی بودم، می‌خواست محرمانه به من بگوید که واقعاً چه اتفاقی افتاده‌است. او به من گفت که با دریافت اس‌اواس ما، هواپیماها برای کمک به ما پرتاب شدند و سپس به واشینگتن اطلاع داده شد. وی گفت که وزیر دفاع (رابرت مک نامارا) دستور داده بود که هواپیما به ناو بازگردانده شود که این کار انجام شد. رادیوم گیس سپس گفت که او حدس زده‌است که واشینگتن ممکن است مشکوک باشد که این هواپیما دارای سلاح هسته ای است، بنابراین او یک پرواز دیگر از هواپیماهای متعارف را که هیچ قابلیت حمل سلاح هسته ای نداشت، جمع‌آوری کرد. اینها را او برای کمک به ما راه اندازی کرد و دوباره واشینگتن را از اقدامات خود آگاه کرد. مک نامارا مجدداً دستور فراخوانی هواپیما را صادر کرد. او درخواست تأیید این دستور را کرد زیرا نمی‌توانست باور کند که واشینگتن اجازه خواهد داد ما غرق شویم. این بار پرزیدنت جانسون دستور فراخوان را صادر کرد و اظهار داشت که برایش اهمیتی ندارد که همه افراد غرق شوند و کشتی غرق شود، اما شرمنده متحدانش نخواهد شد.

## کتابشناسی
- اسکات، جیمز ام."کشتی جاسوسی رها شده در سرما" مجله تاریخ دریایی (ژوئن ۲۰۱۷) ۳۱#۳ ص 28+ آنلاین1-57488-414-X
- شش روز جنگ: ژوئن ۱۹۶۷ و ساختن خاورمیانه مدرن، نوشته مایکل بی اورن،انتشارات دانشگاه آکسفوردشابک ‎۰-۱۹-۵۱۵۱۷۴-۷)
- قصر پازل، نوشته جیمز بامفورد، کتاب‌های پنگوئن، ۱۹۸۲، شرح مفصلی از حمله اسرائیل به کشتی SIGINT USS Liberty، و رویدادهای منتهی به آن، در صفحات ۲۷۹–۲۹۳ دارد.
- Body of Secrets نوشته جیمز بامفورد، فصل مفصلی را به این حادثه اختصاص می‌دهد و نتیجه می‌گیرد که عمدی بوده‌است.Doubleday،۲۰۰۱ (شابک ‎۰-۰۹-۹۴۲۷۷۴-۵)
- پیتر هونام،عملیات سیانور: چرا بمباران یو اس اس لیبرتی تقریباً باعث جنگ جهانی سوم شد، ویژن شومیز. ۲۰۰۳،شابک ‎۱-۹۰۴۱۳۲-۱۹-۷،
- آنتونی پیرسون،توطئه سکوت: حمله به یو اس اس لیبرتی، ۱۹۷۹شابک ‎۰-۷۰۴۳-۲۱۶۴-۵
- جان بورن،یو اس اس لیبرتی، تاریخ مخالف در برابر.تاریخچه رسمی
- 0-7391-0064-5 در فصل ۱۵ با عنوان "جنگ شش روزه و پیامدهای آن"، توالی حوادث و حملات همزمان به شهرهای عربی را تشریح می‌کند و این احتمال را بررسی می‌کند که حمله به این کشتی جاسوسی آمریکا یک اقدام عمدی برای جلوگیری از نظارت ایالات متحده بر اقدامات نظامی اسرائیل بوده‌است. و اینکه قصد کشتن تمام پرسنل آمریکایی در هواپیما قبل از ارسال هر نوع ارتباطی بود.
- فیلیپ اف تورنی و جان گلن،آنچه در آن روز دیدم: هولوکاست اسرائیل در ۸ ژوئن ۱۹۶۷ سربازان آمریکایی در ناو یو اس اس لیبرتی و پیامدهای آن،انتشارات لیبرتی، ۲۰۰۹،شابک ‎۹۷۸-۱-۴۵۰۷-۱۵۵۴-۶
- ویکتور تورن و جان گلن،کشتی بدون کشور: روایت‌های شاهدان عینی از حمله به یو اس اس لیبرتی، مطبوعات آزاد آمریکا، واشینگتن، دی سی، ۲۰۰۹،شابک ‎۹۷۸-۰-۹۸۱۸۰۸۶-۶-۶